# Basilika Seckau

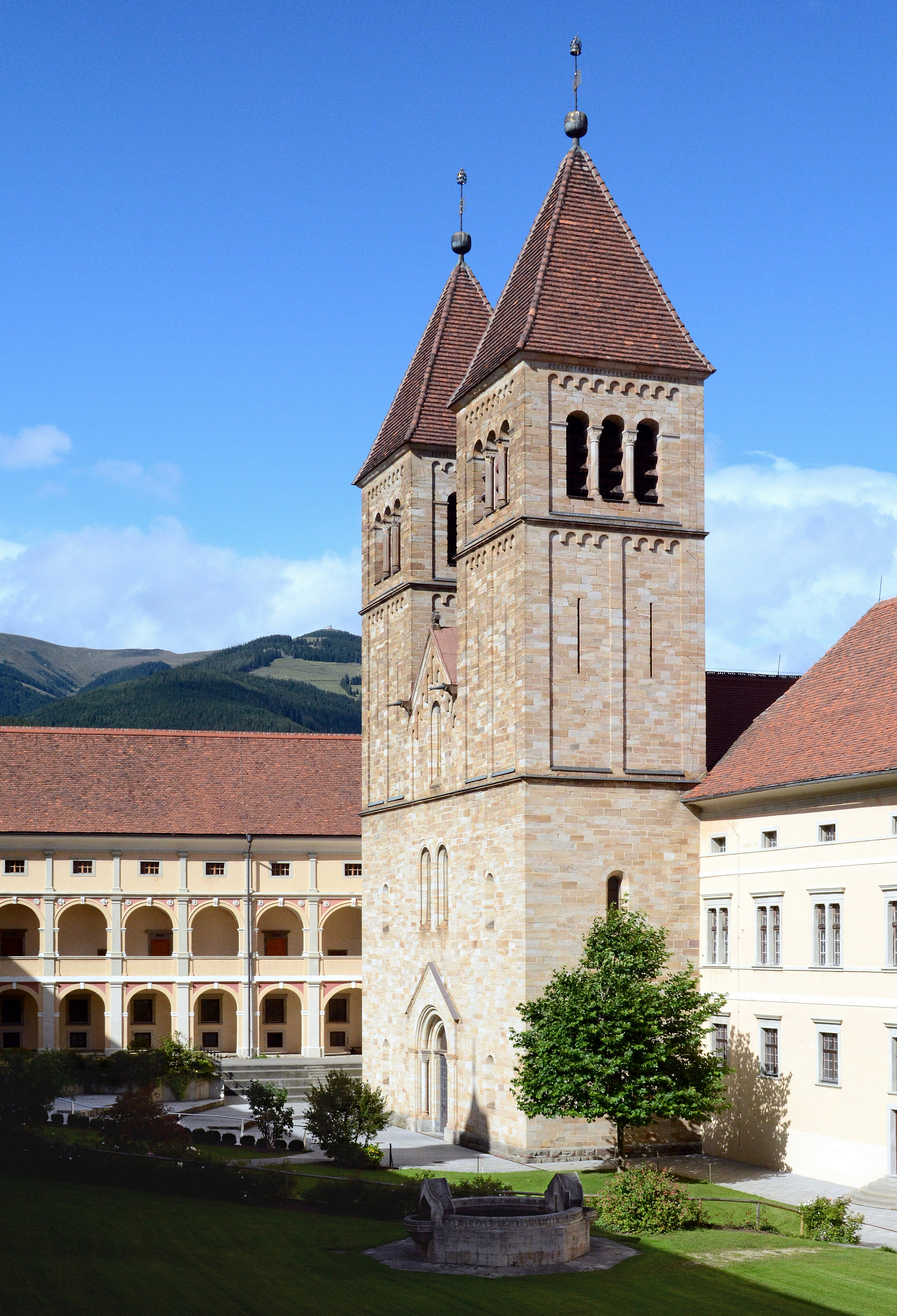
Äußerer Klosterhof der Abtei und Türme der Basilika Seckau

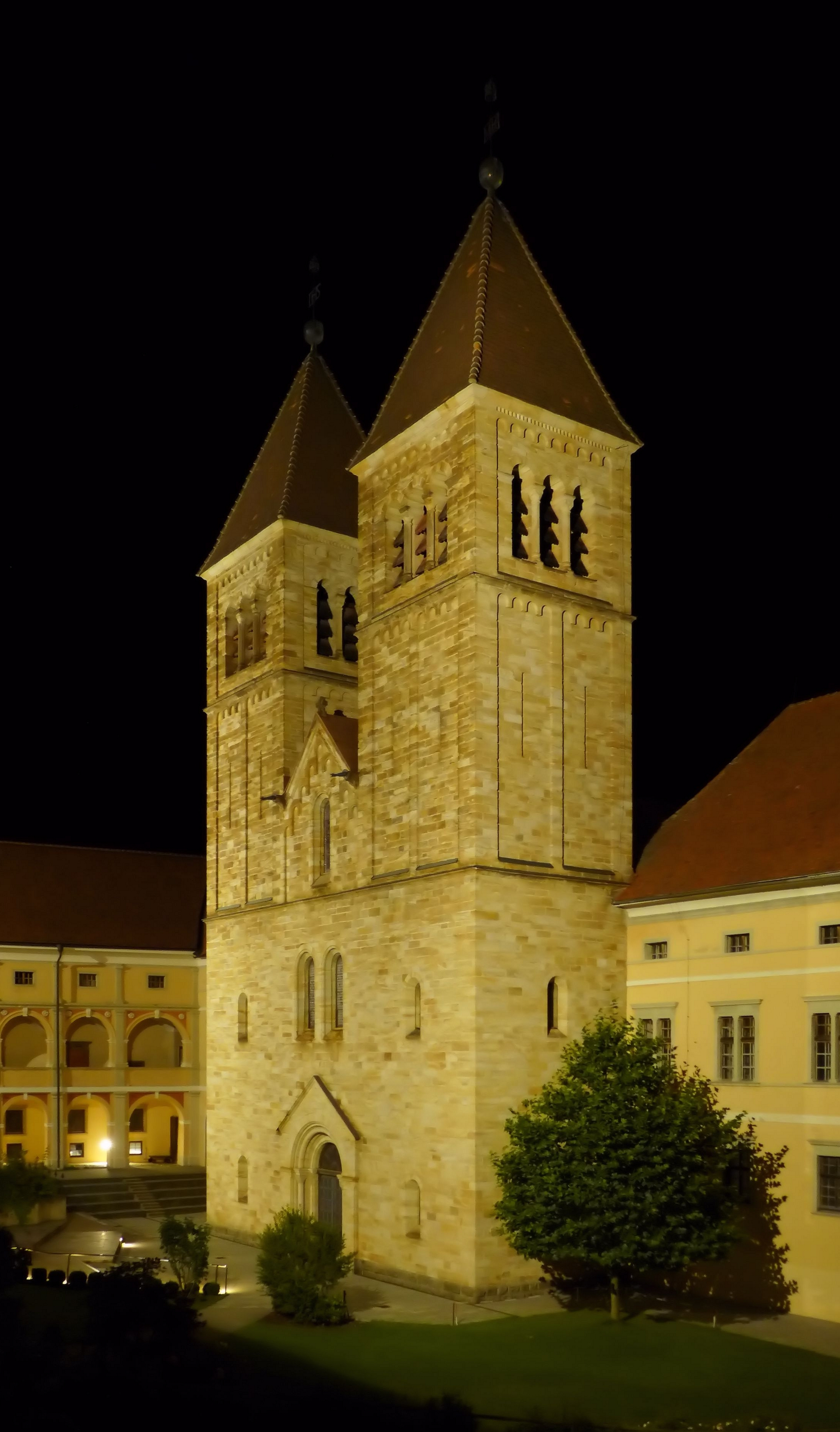
Türme der Basilika bei Nacht

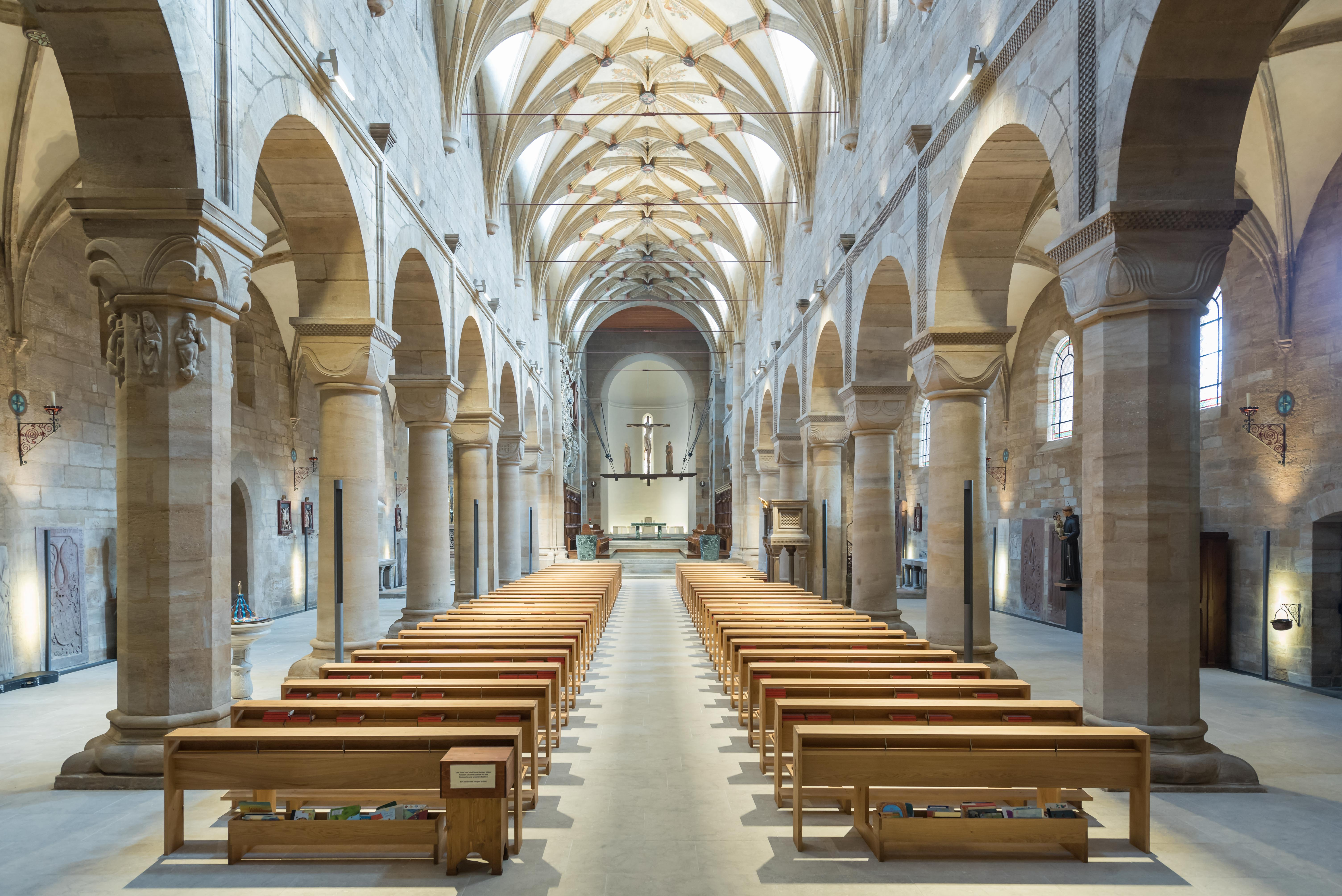
Basilika Mariä Himmelfahrt – Innenansicht nach der Renovierung 2017.

Die Basilika Seckau (Basilika Mariä Himmelfahrt) ist die Abteikirche der Benediktinerabtei Seckau und Pfarrkirche der Marktgemeinde Seckau im Dekanat Knittelfeld in der Steiermark. Sie war von der Gründung der Salzburger Suffragandiözese Seckau im Jahr 1218 bis zur Verlegung des Bischofssitzes nach Graz 1782 die Kathedralkirche der Steiermark. 1930 wurde ihr nach der Basilika von Mariazell (1907), der Herz-Jesu-Basilika in Hall in Tirol (1914) und der Basilika Maria Rotunda (Dominikanerkirche) in Wien (1927) als vierter Kirche in Österreich und als zweiter Kirche in der Steiermark der Titel einer päpstlichen Basilika minor verliehen.
Der Grundriss der romanischen, aus Seckauer Sandstein erbauten Kirche zeigt einen langgestreckten, dreischiffigen Innenraum mit drei Apsiden im Osten. Eine romanische Kreuzigungsgruppe aus Holz schwebt in einer aus Eichenbalken mit Eisenketten kombinierten Aufhängung über dem Hochaltar. Das im linken, vorderen Seitenschiff befindliche Habsburger-Mausoleum zählt zu den frühbarocken Hauptwerken des Grazer Hofes. Die Gnadenkapelle birgt das Seckauer Gnadenbild, das älteste Gnadenbild Österreichs, das aus der Zeit um 1200 stammt: nach der Legende habe der Gründer des Stiftes Seckau Adalram von Waldeck dieses Relief aus jadeartigem Stein in einem Baum gefunden und an dieser Stelle die Kirche erbaut. Vermutlich ist das Alabasterrelief in einer venezianischen Werkstatt nach dem byzantinischen Vorbild der Nikopoia geschaffen worden. Eine zeitgenössische Ergänzung ist die Engelkapelle, in der Herbert Boeckl 1952–1960 in seiner Seckauer Apokalypse Themen aus der Offenbarung des Johannes in Freskotechnik darstellt.

## Geschichte

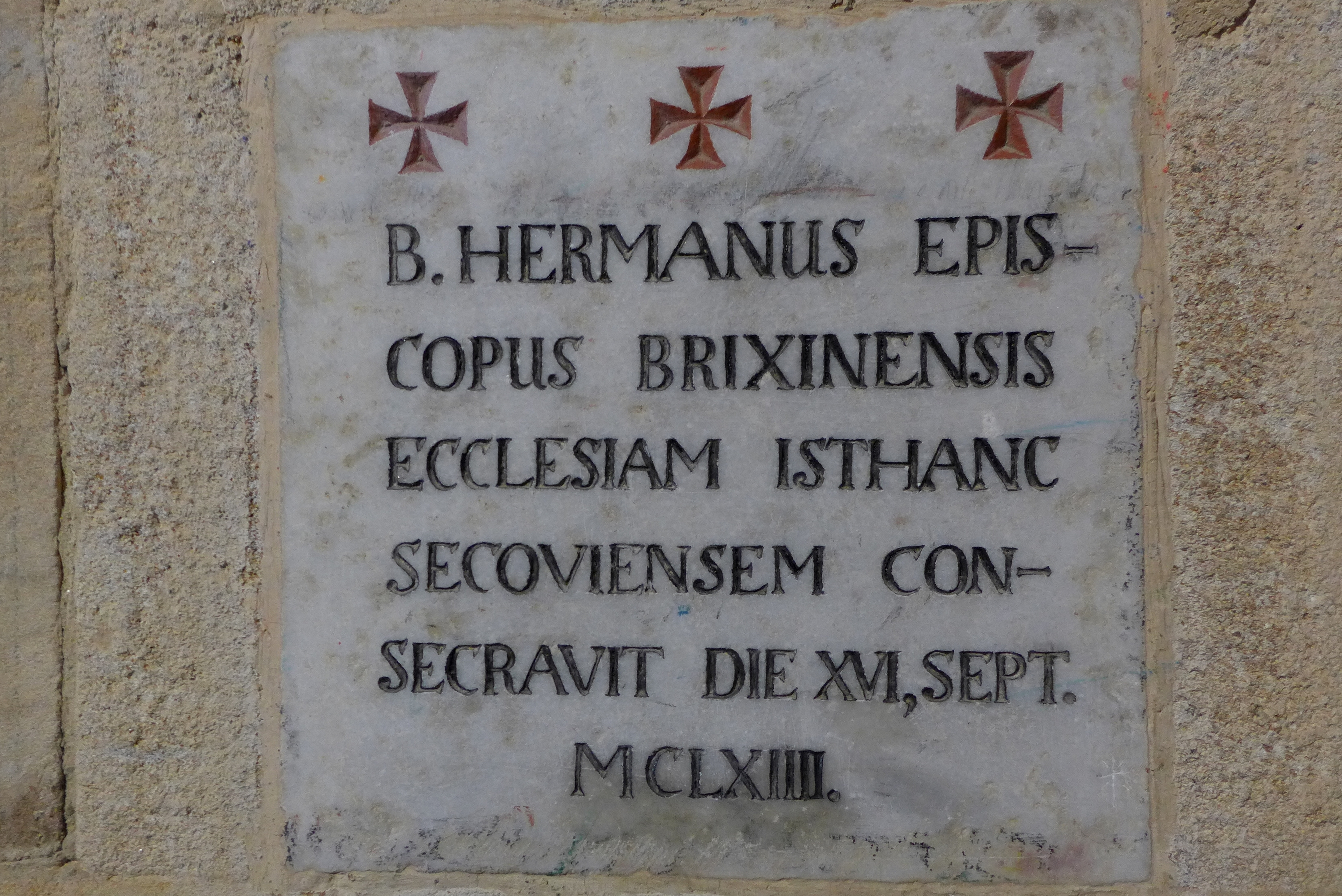
Frühbarocke Gedenktafel zur Einweihung der Basilika (16. September 1164) in der Vorhalle (mit der irrigen Namensangabe Hermann statt Hartmann von Brixen)

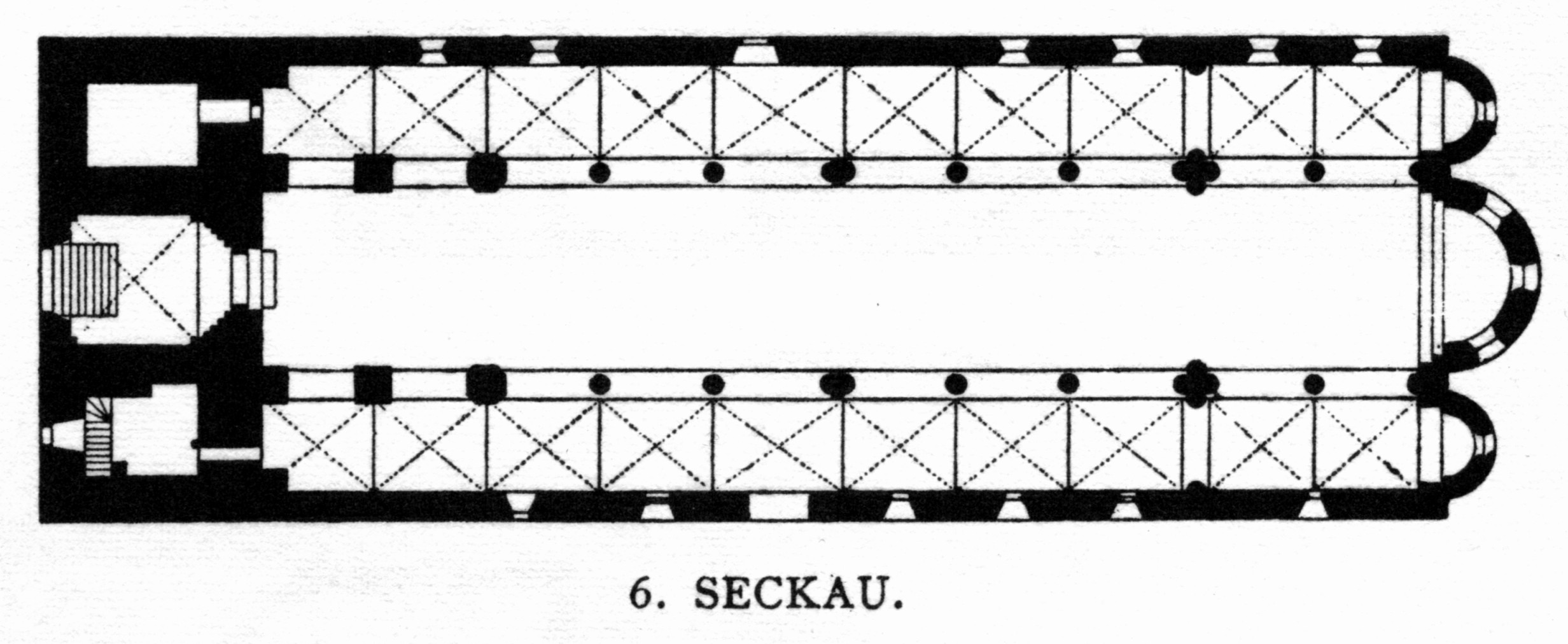
Grundriss der Basilika 19. Jahrhundert, verändert durch Umbauten 1891–1893

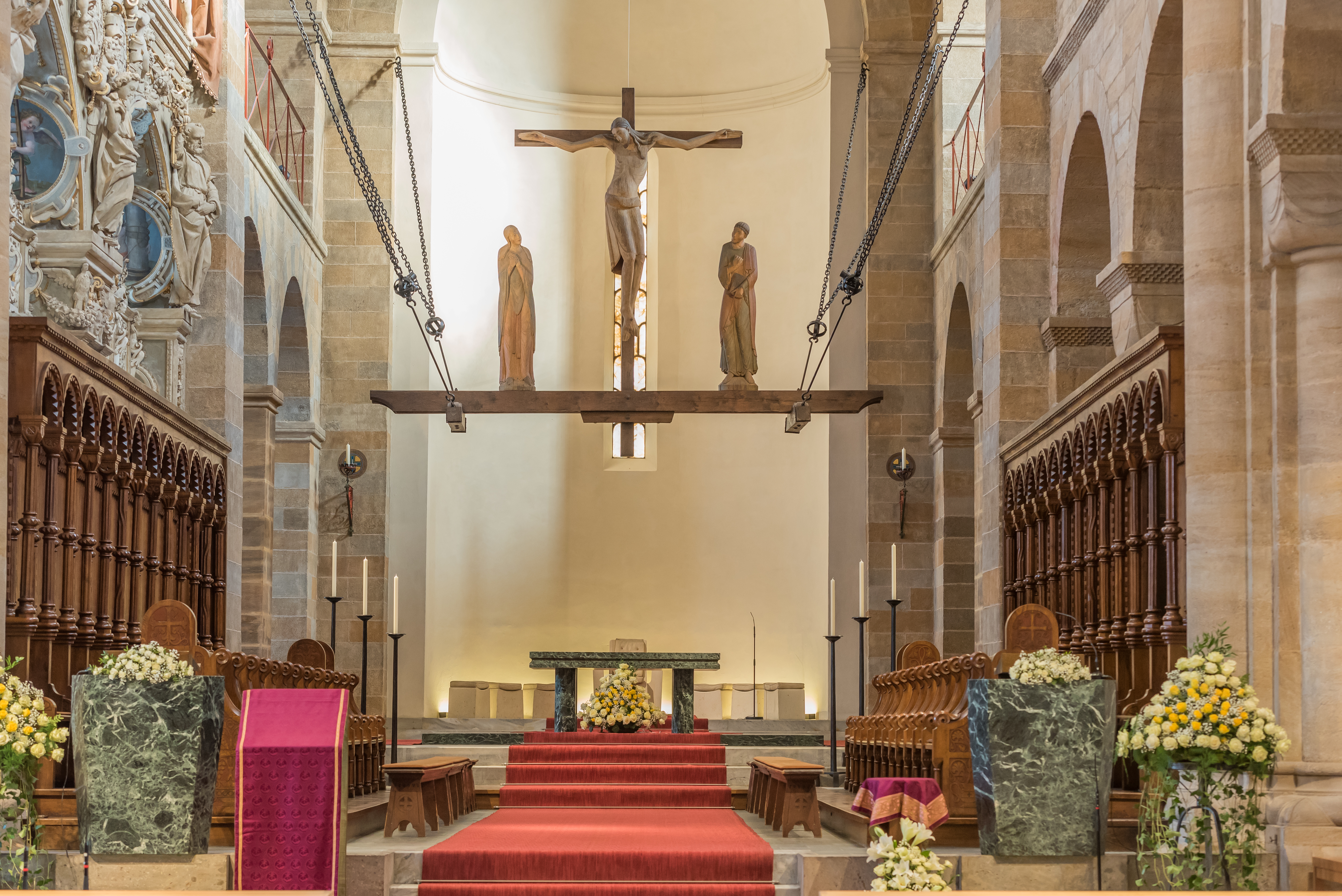
Innenraum der Basilika nach der Renovierung 2017: Blick zum Altarraum: Habsburger Mausoleum, Mönchschor und Hochaltar mit romanischer Kreuzigungsgruppe

Der erste Propst der Abtei, Wernher von Galler, begann 1143 unter dem Einfluss von Erzbischof Konrad I. von Salzburg mit der Errichtung einer dreischiffigen Basilika, die 1164 fertiggestellt wurde. Am 16. September 1164 weihte Bischof Hartmann von Brixen die romanische Kirche. Auf Veranlassung von Papst Honorius III. und Erzbischof Eberhard II. von Salzburg wurde 1218 die Salzburger Suffragandiözese Seckau eingerichtet. Die Stiftskirche wurde nun auch Kathedralkirche (bis heute wird sie deshalb als Dom im Gebirge bezeichnet). Mit der Aufhebung des ursprünglichen Chorherrenstiftes Seckau durch Kaiser Joseph II. wurde der Sitz der Diözese nach Graz verlegt, die Kirche verlor ihren Status als Kathedrale. 1930 wurde die Kirche zur päpstlichen Basilika minor erhoben.
Der heutige Sakralbau besteht aus unterschiedlichen Bauabschnitten. Der ursprüngliche Südturm, im 12. Jahrhundert errichtet, war um einiges älter als der Nordturm aus dem Jahr 1333. Die Vorhalle der Basilika stammt aus der ersten Hälfte des 13. Jahrhunderts. Im 14. und 15. Jahrhundert wurden die Seitenschiffe eingewölbt. Die Einwölbung des Mittelschiffes mit einem Sternrippengewölbe erfolgte um 1480/1500.
Zwischen 1671 und 1677 kam es zur teilweisen, barocken Umgestaltung der romanischen Basilika. Sie wurde von Baumeister Peter Franz Carlone geleitet. Die weitreichenden Pläne einer völligen Umgestaltung des Kircheninneren wurden nie ausgeführt. Die Basilika erhielt eine barocke Turmfassade. Der Hochaltar und einige Seitenaltäre entstanden in dieser Zeit. Im Jahr 1886 stürzte der barockisierte Nordturm ein. Im selben Jahr wurde der Südturm abgetragen, bevor von 1891 bis 1893 beide Türme und die Westfassade wieder errichtet wurden. Zur selben Zeit wurde die Basilika nach den Plänen des Benediktiner-Paters Pirmin Camani und unter der Leitung des Wiener Dombaumeisters Freiherr Friedrich von Schmidt durch einen Anbau verlängert.
Zwischen 1884 und 1900 erfolgte eine Restaurierung bzw. Regotisierung der Innenausstattung sowie die Entfernung der barocken Westempore und der barocken Altäre. Wie der romanische Kern sind auch die neuromanischen Umbauten des 19. Jahrhunderts aus Seckauer Sandstein gefertigt oder mit Sandstein verkleidet wie die Turmfassade. Die Basilika besaß ursprünglich kein Querschiff und ähnelte in ihrer Form der Stiftskirche Sankt Peter in Salzburg. Den östlichen Abschluss bildeten drei Apsiden, die bei dem Umbau 1891/93 weiter nach hinten verschoben wurden. Ein großer Altar- und Chorbereich entstand. Durch die Umbauten wurde ein großzügiger Mönchsbereich geschaffen. Die Basilika wird als Pfarr- und als Mönchskirche genutzt.
1964 gestaltete der Architekt Clemens Holzmeister den Altarraum neu. Zunächst wurde der wuchtige Ziboriumsaltar entfernt und gegen einen Altartisch aus schwarz-grünem Serpentinstein aus Sondrio ausgetauscht. Den Ziboriumsaltar überführte man nach Wien in die neuromanische Kaiserjubiläumskirche. Weiters wurde u. a. eines der ursprünglich drei romanischen Fenster im Presbyterium geöffnet, ein Abtsthron in der Apside errichtet, zwei Ambonen aus Serpentin für den Gradus geschaffen, die Kreuzigungsgruppe über den Tischaltar angebracht und eine „herbe“ handgeschmiedete Kommunionbank aus Eisen angeschafft.
2017 wurde im Hinblick auf das Diözesanjubiläum die letzte umfassende Innenrenovierung im Gesamtvolumen von 2,3 Millionen Euro abgeschlossen. Besonderes Augenmerk galt der Sicherung und Reinigung des romanischen Baustils, der Technik, den neuen Kirchenbänken sowie der Neuverlegung des Kirchenbodens. Am 1. Adventsonntag 2017 eröffnete Diözesanbischof Wilhelm Krautwaschl das 800-Jahr-Jubiläum der Diözese Graz-Seckau mit der Segnung der Basilika.

## Baubeschreibung

### Außenbau

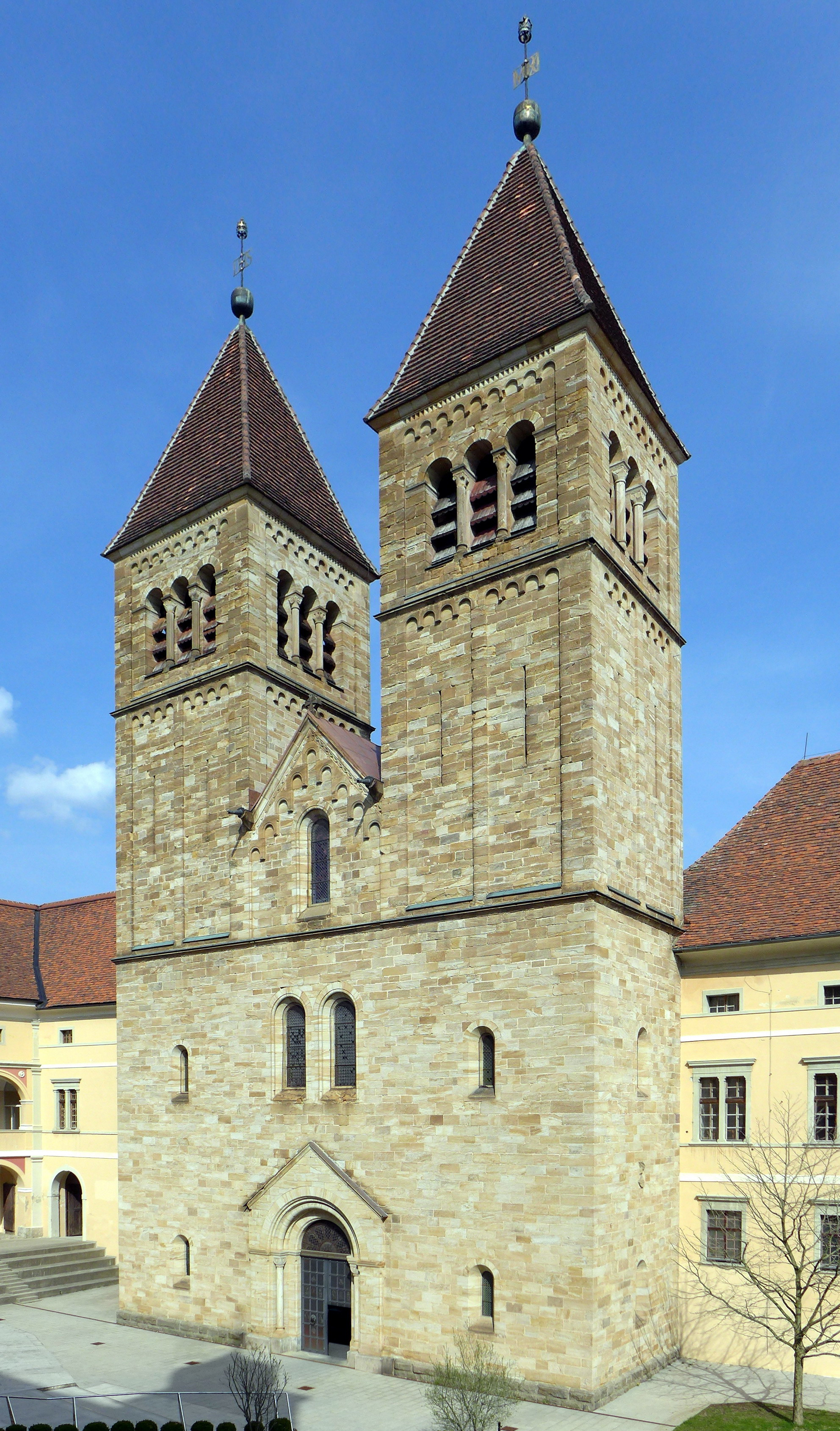
Neuromanische Türme der Basilika

Die dreischiffige Basilika besitzt eine neuromanische Doppelturmfassade.
Am 26. Mai 1886 stürzte der romanische, barock umgebaute Nordturm ein. Der barocke Südturm wurde vom 17. November bis Ende März 1887 wegen Baufälligkeit abgetragen.
Zwischen 1891 und 1893 wurden zwei neoromanische Türme mit Zeltdächern unter Wiederverwendung des Materials der abgebrochenen Türme errichtet (Höhe: 47,50 m). Den Türmen wurde wieder die päpstliche Tiara und die Kaiserkrone aufgesetzt. Die Kronen mit den Namenszügen ‚Jesus‘ und ‚Maria‘ sowie die Turmknöpfe stammen von den barocken Türmen und wurden von dem Augsburger Matthias Schandernell angefertigt (lt. einer Rechnung des Dompropstes Maximilian von Gleispach vom 24. September 1671).
Zwischen den beiden Türmen wurde die großteils original erhaltene, gotische Vorhalle saniert. Bruder Bernward Schmid schuf 1986 die beeindruckende Kirchentür aus getriebenem Metall, die in die Kirchenvorhalle führt und deren Flügel Themen aus dem Neuen und dem Alten Testament zeigen. Ein Rundbogenfenster belichtet die kleine Vorhalle auf halber Höhe mit einem Rundbogenfries und darüberliegendem Zackenband. Das innenliegende, ursprüngliche Kirchenportal hat ein Tympanonrelief mit der Darstellung der Gottesmutter Maria mit Kind (um 1260). Es wurde 1964 an diese Stelle versetzt. An dem erneuerten Türblatt wurden die ursprünglichen, romanischen Beschläge wiederverwendet.
Westfassade und Türme wurden 1671 bis 1677 durch Peter Franz Carlone barock umgestaltet und von 1891 bis 1893 in neuromanischer Form neu errichtet. Eine Außenrenovierung der beiden Türme fand im Sommer 2019 statt.

### Innenraum

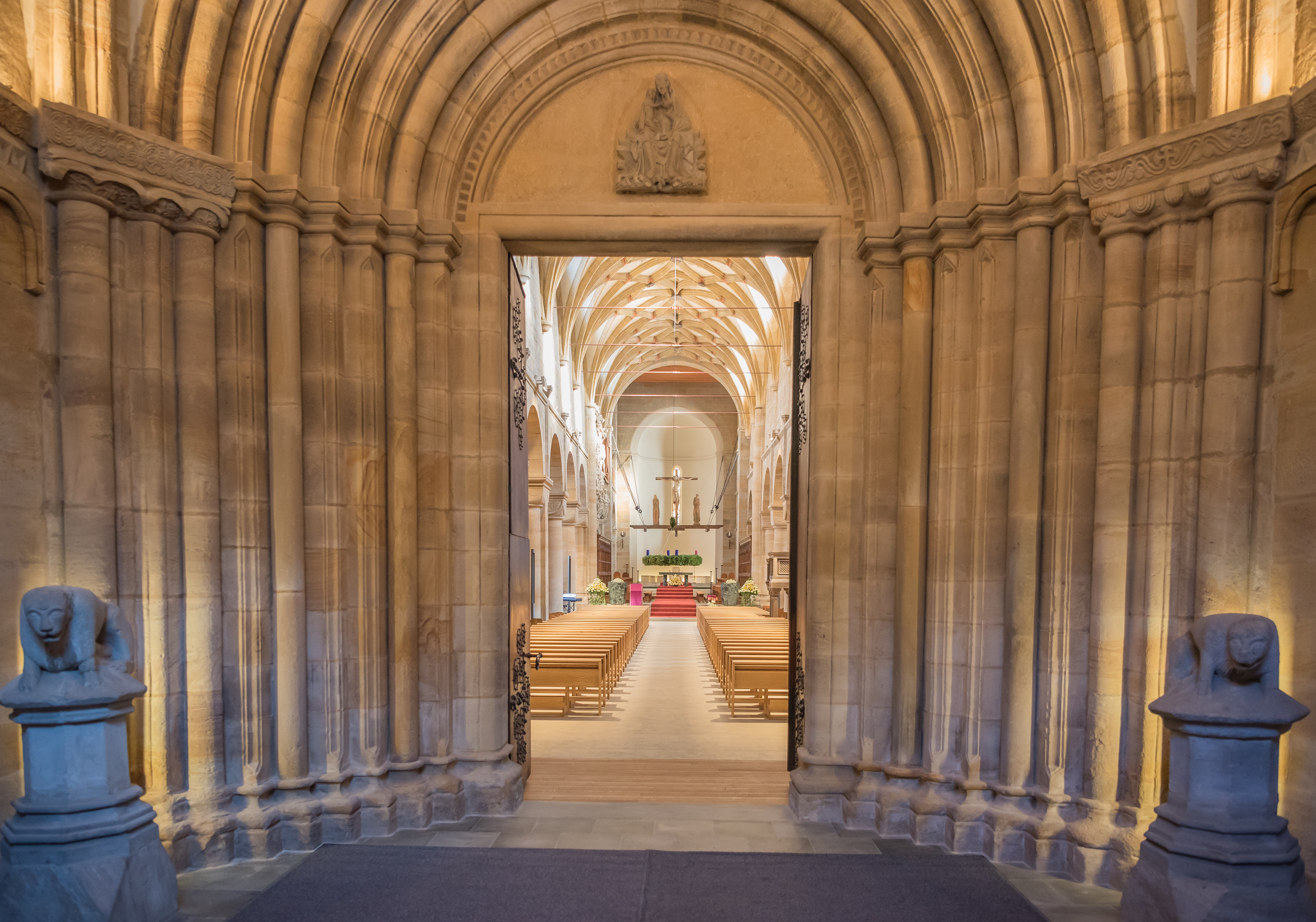
Romanisches Portal zum Hauptraum der Basilika mit Tympanonrelief Gottesmutter Maria mit Kind

Die ursprünglichen, romanischen Holzdecken der Schiffe wurden bei dem Brand 1259 zerstört. Das heutige Gewölbe der Seitenschiffe stammt aus dem 14. und 15. Jahrhundert, jenes des Hauptschiffes aus der Zeit zwischen 1480 und 1500. Im Jahr 1892 wurden im Osten der Kirche zwei zusätzliche Joche mit neoromanischer Holzkassettendecke angebaut.

#### Vorhalle

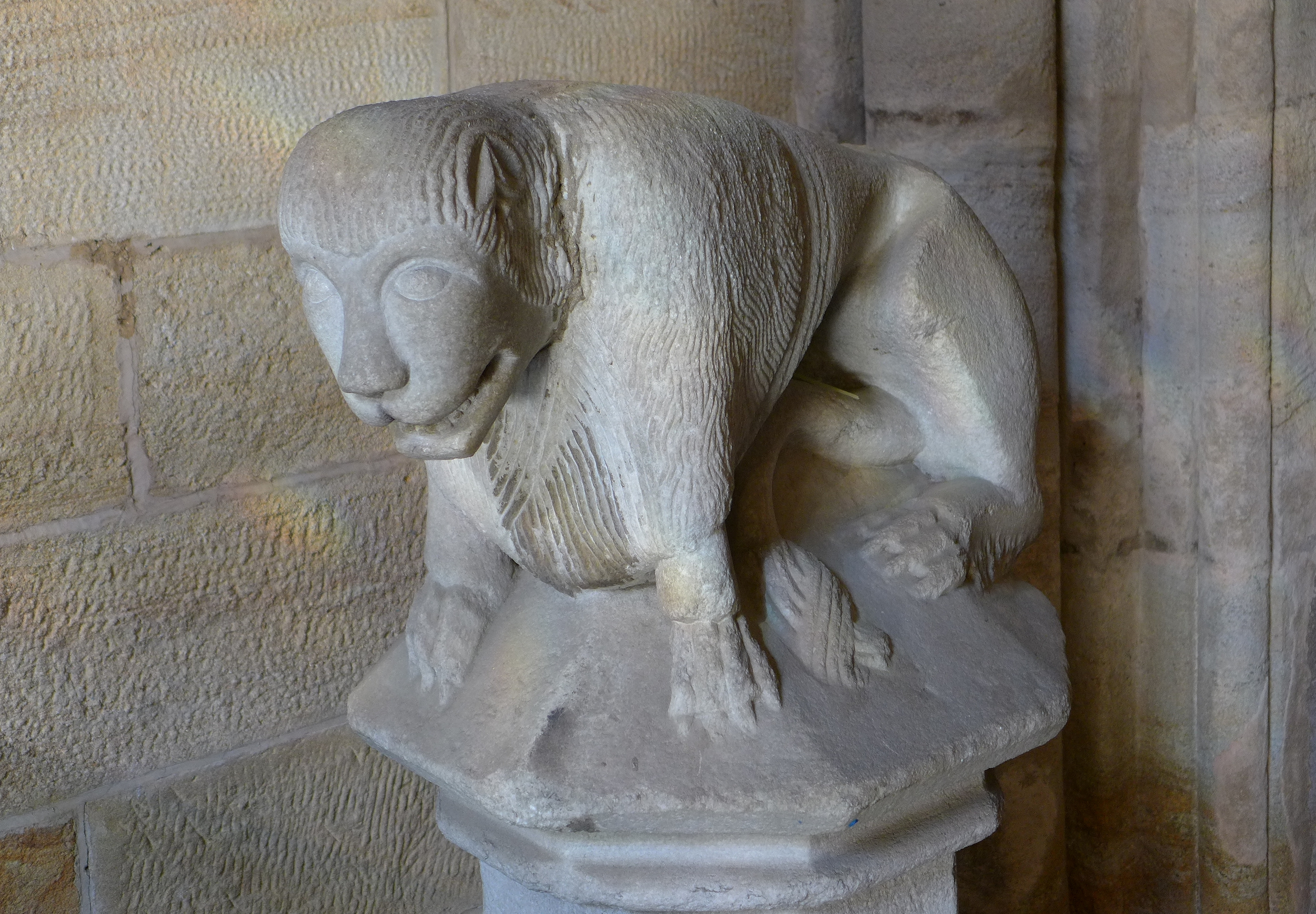
Romanischer Löwe in der Vorhalle

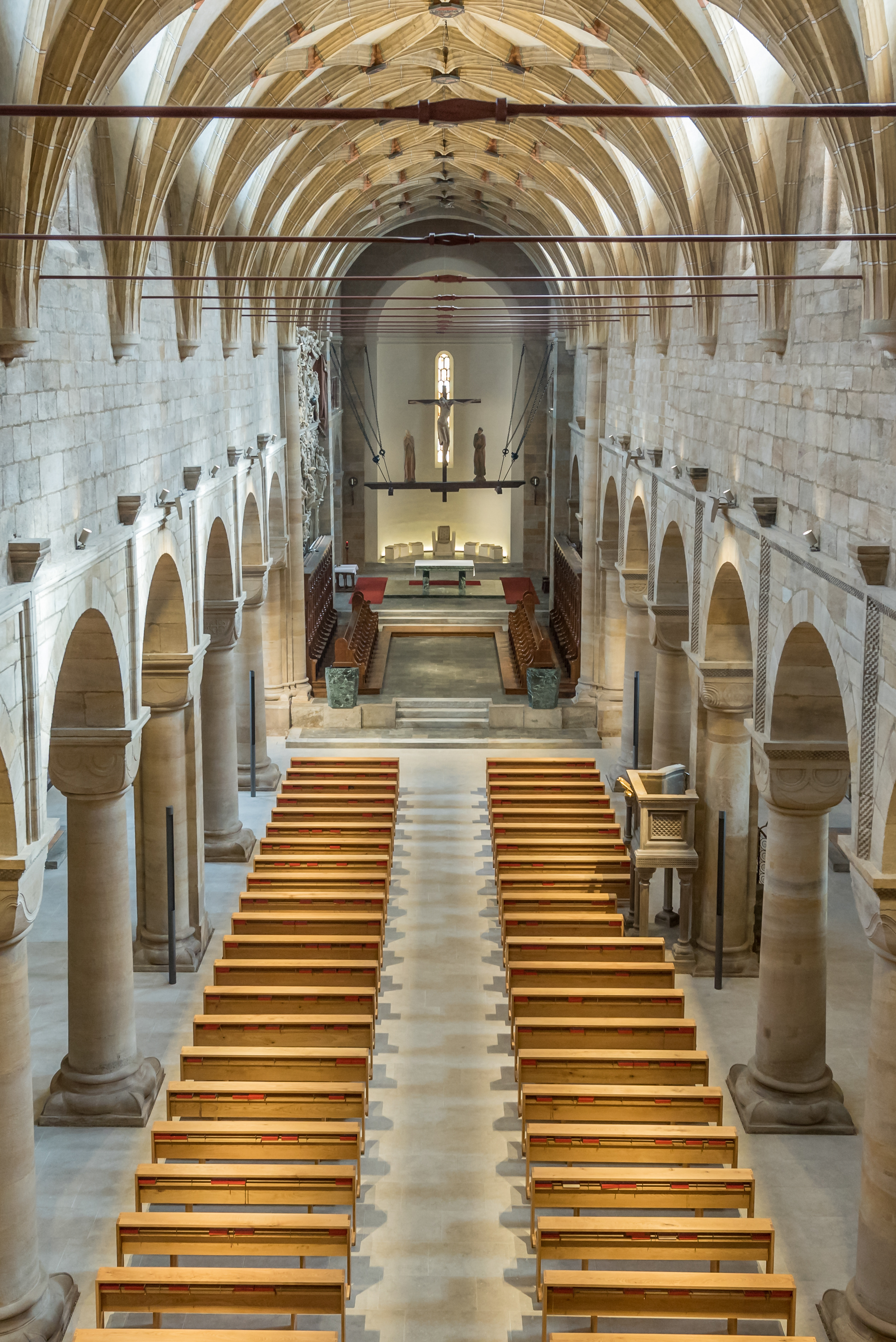
Hauptschiff der Basilika nach der Renovierung 2017, Blick von der Orgel

Die Vorhalle ist ein annähernd quadratischer Raum aus dem 13. Jahrhundert mit einem Kreuzgewölbe. Links und rechts des Hauptportales der Kirche stehen zwei romanische Löwen aus Kalkstein. Von 1893 bis 1964 standen sie auf Sockeln vor der Freitreppe. Um sie vor der Witterung zu schützen, wurden sie 1964, anlässlich des 800-jährigen Weihejubiläums der Kirche, in die Vorhalle versetzt.

#### Hauptraum
Das Hauptschiff wird durch eine Reihe von Säulen und Pfeilern im Sächsischen Stützenwechsel (1-2-1) mit Rundbögen von den Seitenschiffen getrennt. Es wechseln sich Säulen, Achteckpfeiler, Rechteckpfeiler und Halbrundpfeiler ab. Ein Pfeiler ist mit Reliefs versehen. Ein weiteres Merkmal sind die unterschiedlichen Kapitelle. Die ehemals mit flachen Holzdecken ausgestatteten Schiffe erhielten gemauerte Gewölbe, die Seitenschiffe im 14. Jahrhundert Kreuzrippengewölbe, das Mittelschiff in der Spätgotik (15. Jh.) ein Netzrippengewölbe, auf Konsolen ruhend. Dieses zählt zu den schönsten der Steiermark. Einige Schlusssteine tragen Wappen.

## Ausstattung

### Romanische Kreuzigungsgruppe

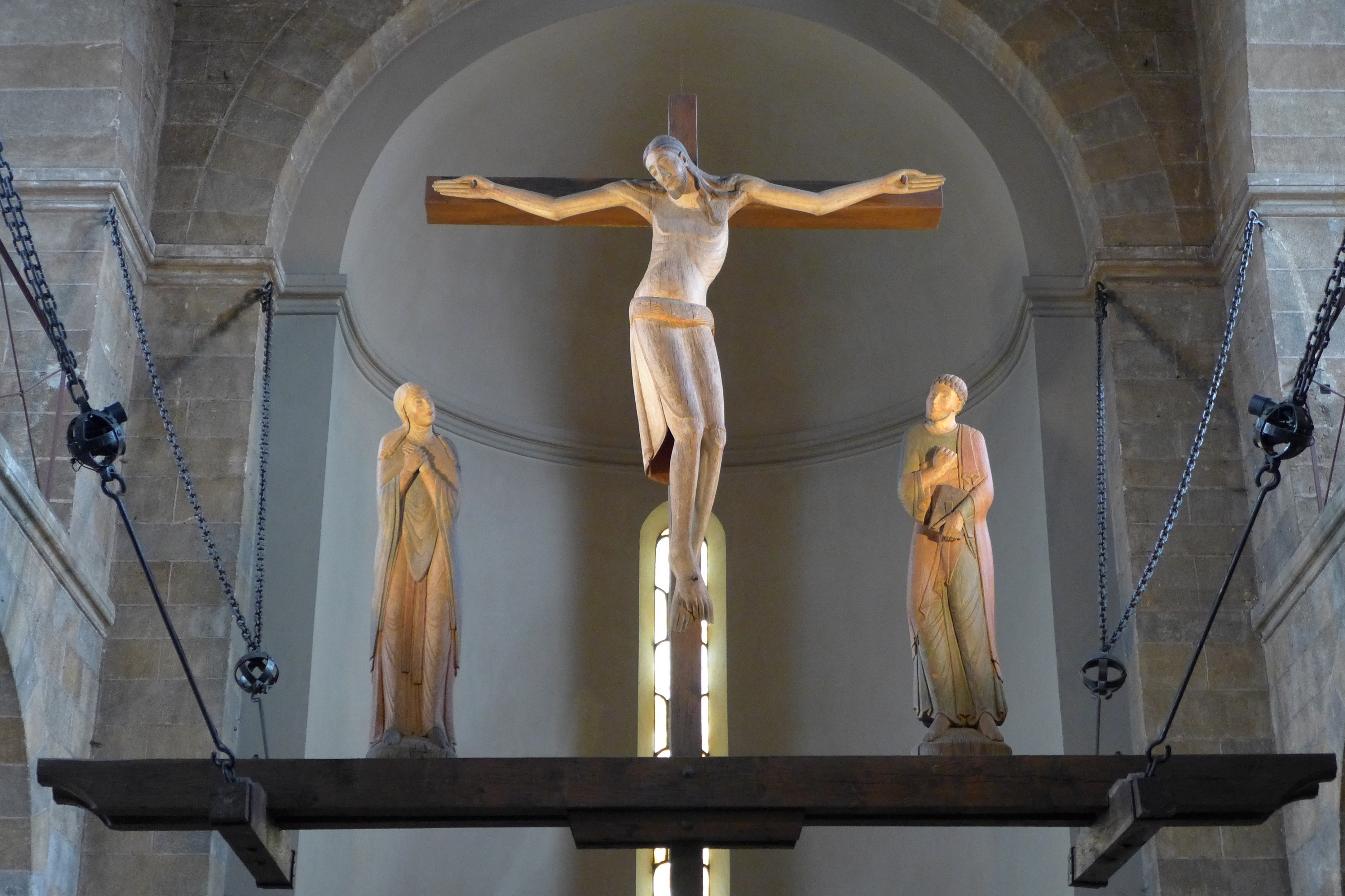
Romanische Kreuzigungsgruppe im 1964 von Clemens Holzmeister neu gestalteten Hochaltarbereich der Basilika

Die romanische Kreuzigungsgruppe in Seckau gehört zu den wenigen Lettner-Gruppen, die in Österreich erhalten sind. Die drei Figuren stellen den gekreuzigten Christus als zentrale Figur und Maria und Johannes als seitliche Assistenzfiguren dar. Ursprünglich befanden sich die Figuren auf dem steinernen Lettner, der in Seckau annähernd in der Mitte der Kirche aufgestellt war. Die heutige Zusammenstellung entstand um 1200. Die drei Figuren stammen aus der Mitte des 12. Jahrhunderts. Nach 1200 wurde das Seckauer Kreuz geschaffen und ersetzte aus unbekannten Gründen das erste Kruzifix. Davor war das Gaaler Kruzifix, das heute im Tiroler Landesmuseum in Innsbruck aufbewahrt wird, die zentrale Figur.
Die neue Figur ist ein Dreinageltypus. Christus wird nur mehr von drei Nägeln am Kreuz gehalten, der Eindruck von Leid und Vergänglichkeit wird durch die ausdrucksstarke S-Form des Körpers betont. Das Gesicht in seiner edlen, frei von Schmerz erscheinenden Ausführung und das Fehlen von Wundmalen betonen die Hoffnung auf Auferstehung.

### Habsburger Mausoleum

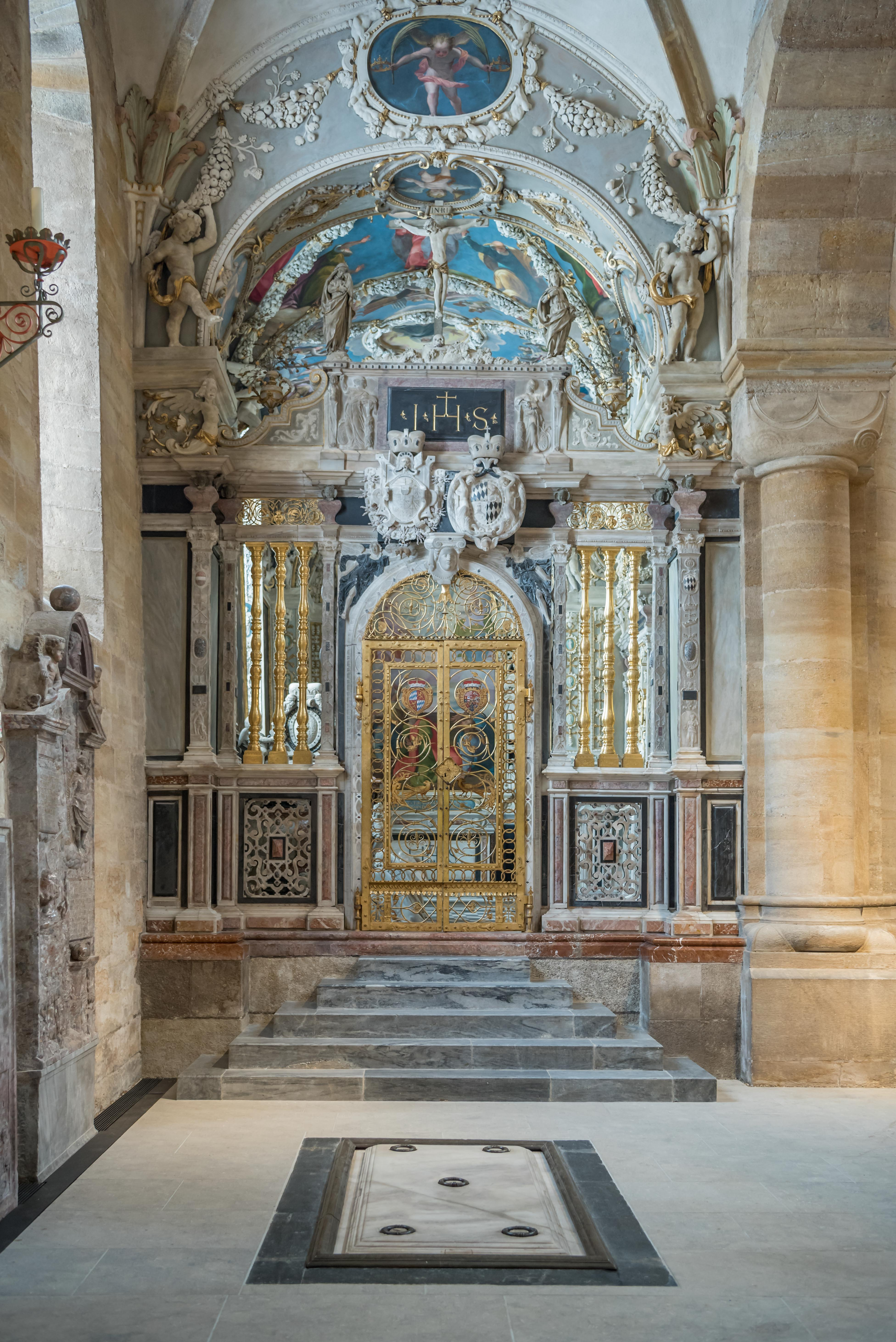
Zugang zum Habsburger Mausoleum mit im Boden liegendem Zugang zur Gruft

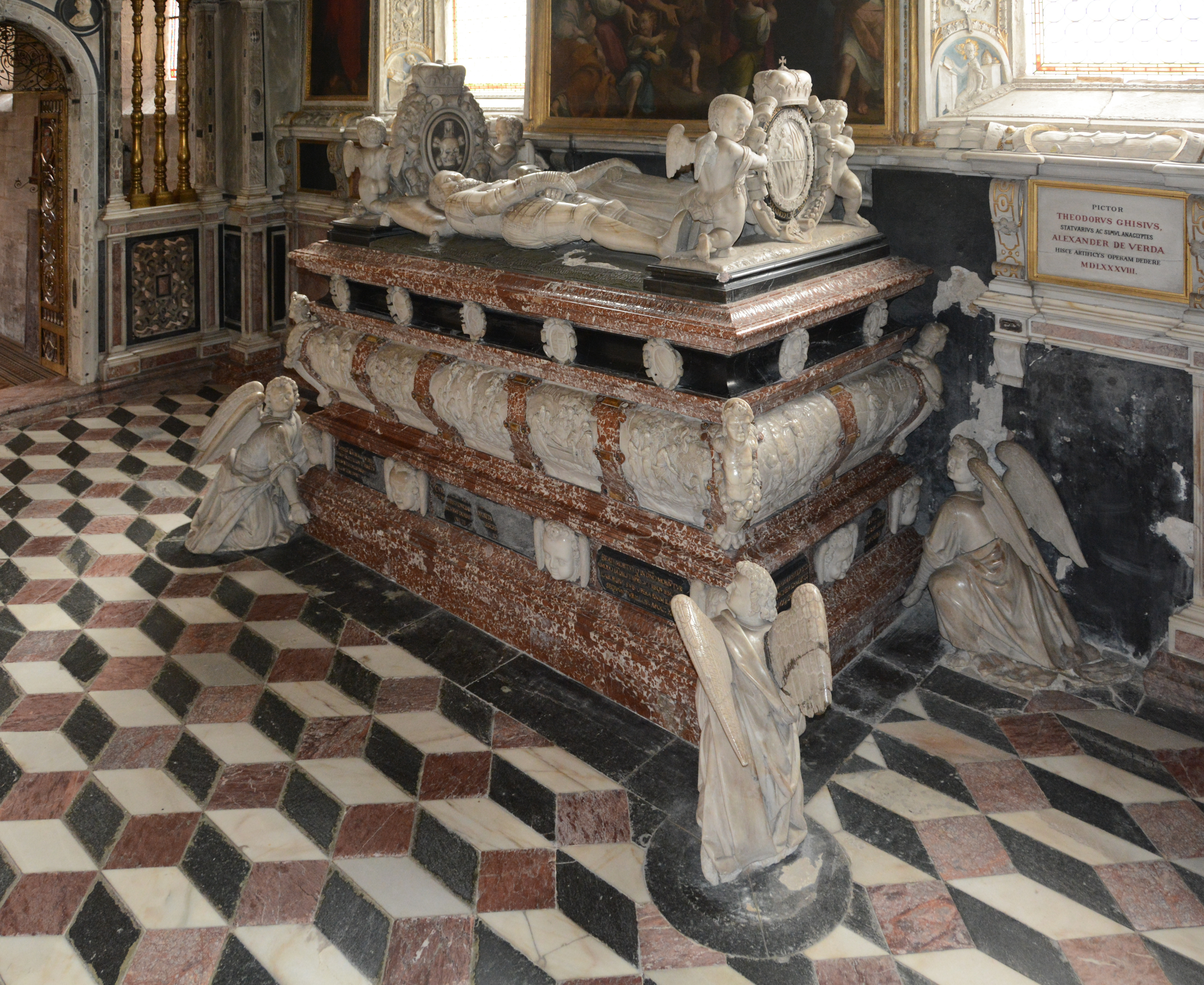
Habsburger Mausoleum, Kenotaph

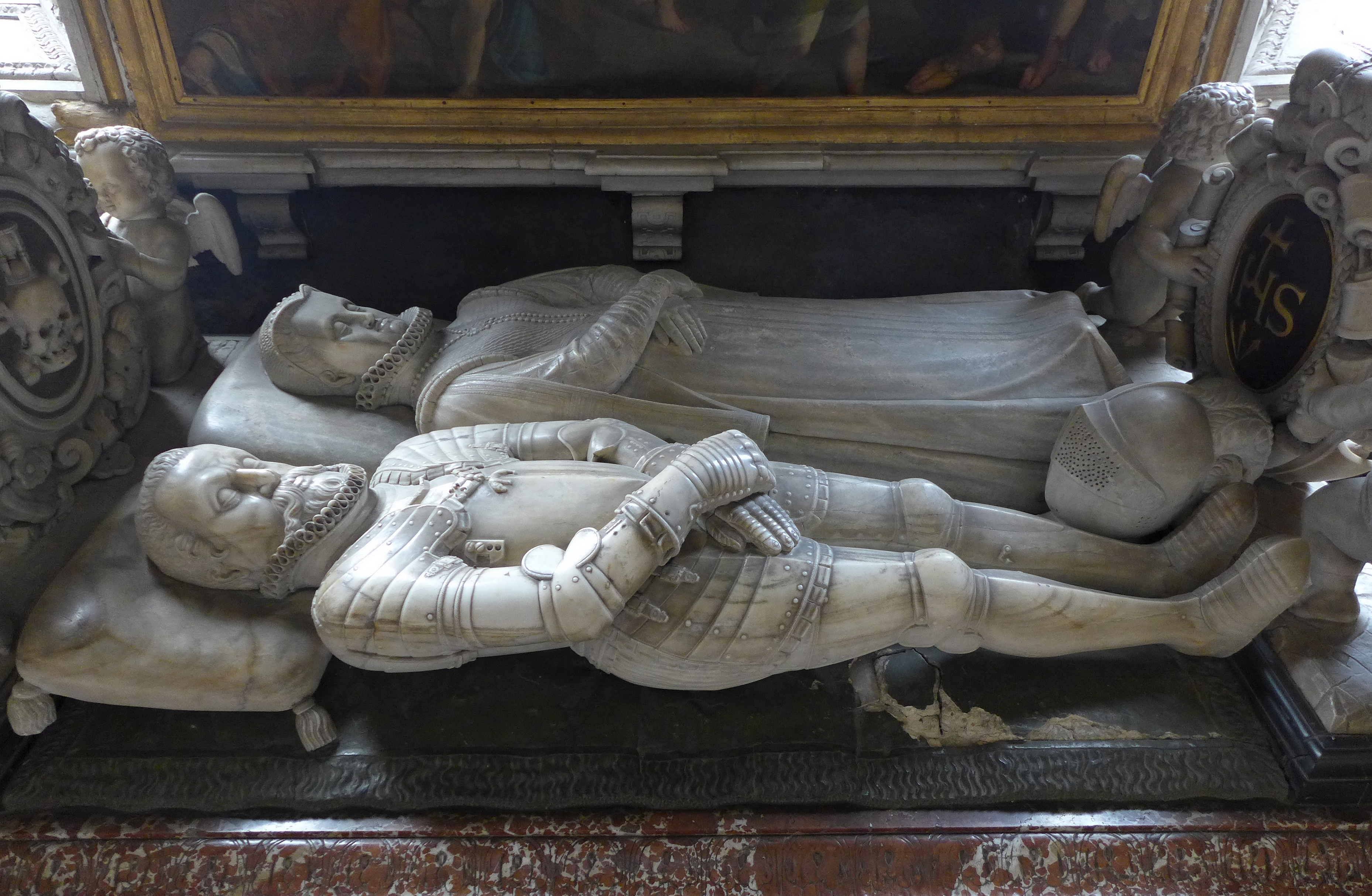
Liegefiguren Erzherzog Karls II. und seiner Gattin Erzherzogin Maria Anna von Bayern auf Kenotaph

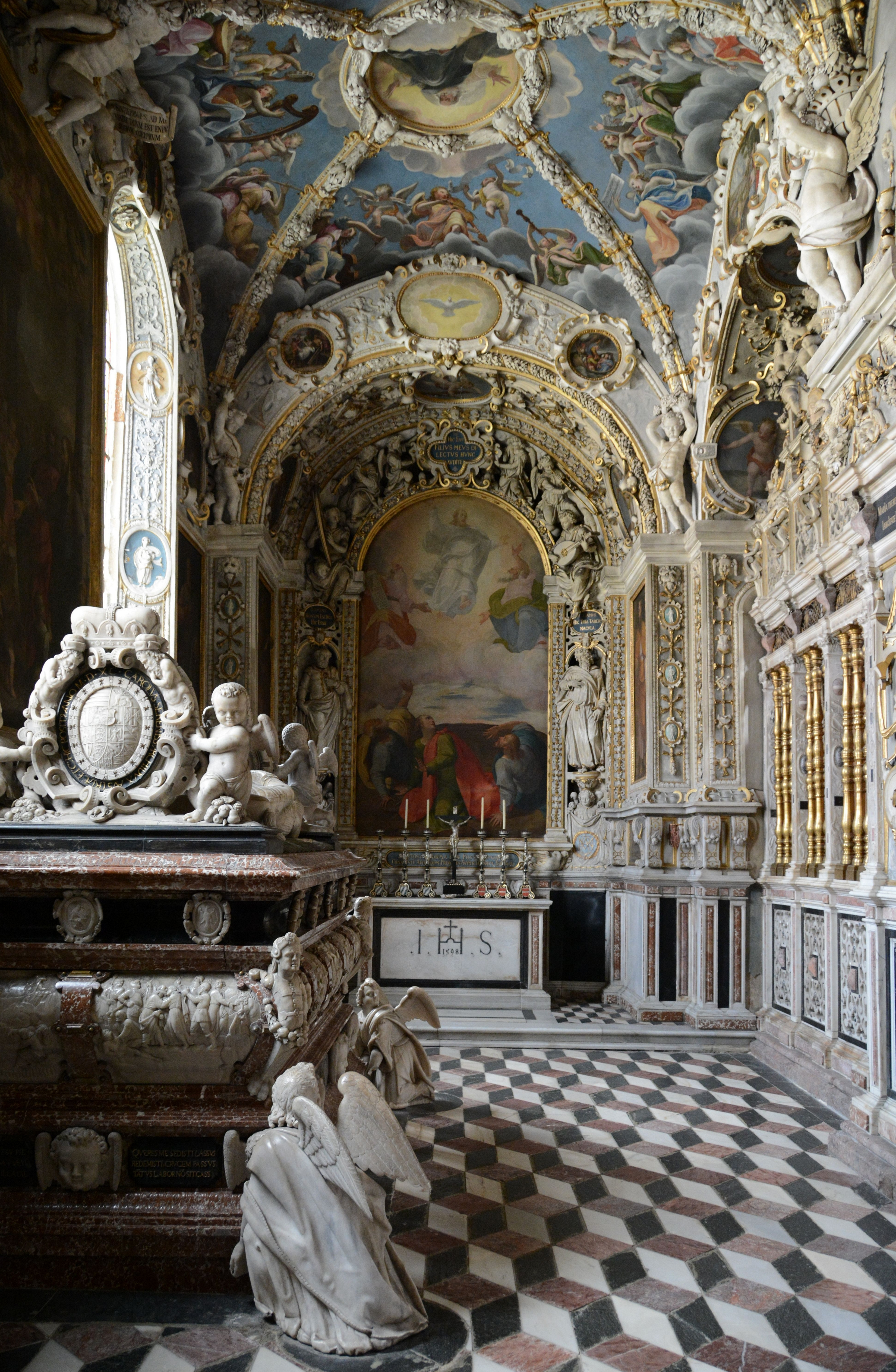
Habsburger Mausoleum, Blick zum Altar

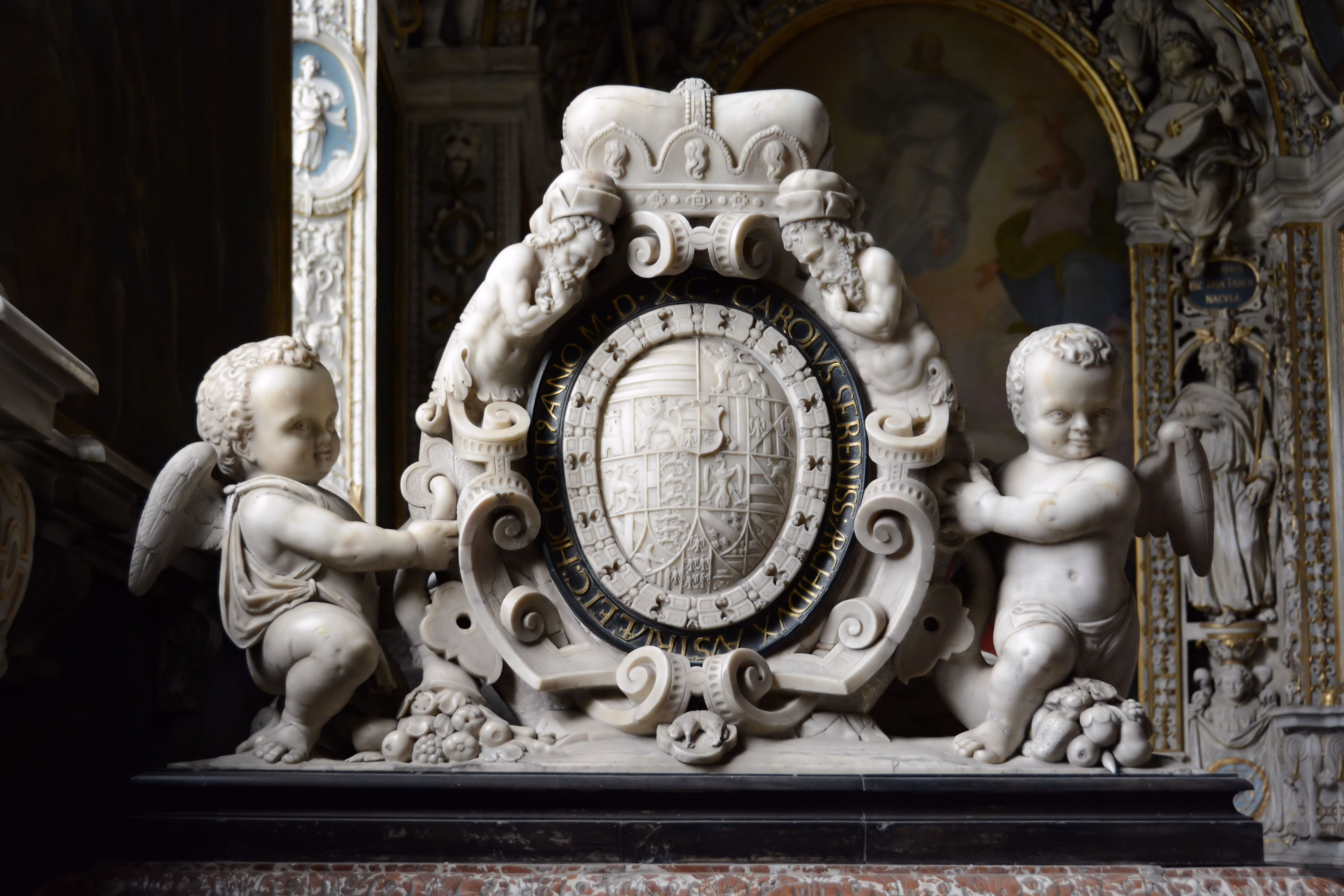
Putten auf Kenotaph halten das Wappen von Karl II., Front (Blick vom Eingang)

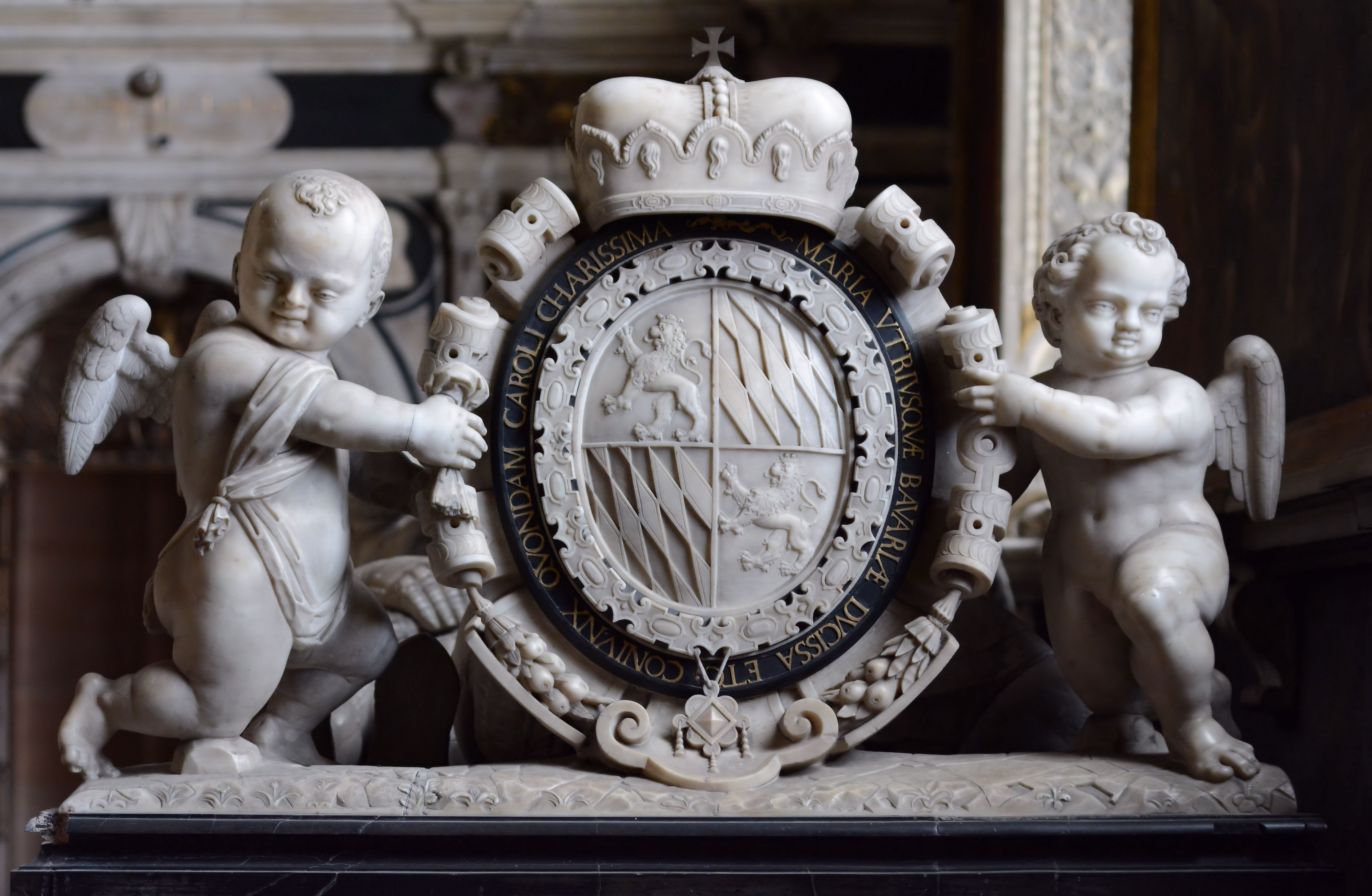
Putten auf Kenotaph halten das Wappen der Wittelsbach, Rückseite

Das Mausoleum, ein Raum in der Basilika, ist der Erinnerung an Erzherzog Karl II. von Innerösterreich (1540–1590) gewidmet. Seine sterblichen Überreste befinden sich nicht im aufgestellten Kenotaph, sondern in der darunter liegenden Gruft, nebst acht weiteren Mitgliedern der Familie Habsburg.
Das Mausoleum gilt als ein frühbarockes Hauptwerk des Grazer Hofes. Es zählt neben dem Mausoleum Ehrenhausen sowie dem Mausoleum für Kaiser Ferdinand II. in Graz zu den drei großen aus dem Zeitalter der Gegenreformation stammenden Mausoleen in der Steiermark.
Die Gedenkstätte ist in zwei der vorderen Joche des linken Seitenschiffes eingerichtet. Es wurde zwischen 1587 und 1611/12 von oberitalienischen Meistern errichtet. Von 1592 bis 1597 hatte Alessandro de Verda die Bauleitung. Sebastian Carlone stellte das Mausoleum von 1597 bis 1611/12 fertig. Besondere Wirkung erzielen der weiße Marmor – er ist neben anderen Farben dominierend –, vergoldete Bronze, Schmiedeeisen, Stuck und Malerei.
Karl II. ist in einem Zinnsarg des Zinngießers Ulrich Perner bestattet. Er wurde am 31. Oktober 1590 in der Gruft beigesetzt.
Der Raum liegt fünf Stufen höher als der Kirchenraum und ist durch eine von De Verda geschaffene, sogenannte „Schrankenarchitektur“ vom Kirchenraum getrennt. Die Schrankenarchitektur besteht aus einer Sockelzone, durchbrochenen Marmorfeldern und schmalen Marmorpilastern mit figürlichen Relieffeldern, in denen vergoldete Messingsäulen integriert sind. Der Eingang ist mit einem Wappen und einer Kreuzgruppe versehen. Das vergoldete Schmiedeeisengitter (1604) stammt von Sebastian Schreinlechner. Im Kreuzgratgewölbe ist Stuck von 1605/06 von Sebastian Carlone. In den Gewölbefeldern sind Wandmalereien mit diversen Motiven. Der Altartisch ist mit 1598 datiert. Zur Ausstattung zählen einige Gemälde. Der Fußboden besteht aus drei verschiedenfarbigen Marmorarten.
Das Marmorkenotaph von De Verda, die Erinnerungsstätte des Erzherzogs, liegt an der Fensterwand. Eine geharnischte Liegefigur Karls II. und eine Liegefigur seiner Ehegattin, Erzherzogin Maria Anna von Bayern, befinden sich darauf. Vier Engel halten das Kenotaph mit ihren Händen. An den Stirnwänden sind von Putten gehaltene Wappen von Karl II. und der Wittelsbacher angebracht.
Bestattete Personen
| Name                 | Geboren           | Gestorben              | Beigesetzt       | Notiz                                                                                 |
| -------------------- | ----------------- | ---------------------- | ---------------- | ------------------------------------------------------------------------------------- |
| Ferdinand            | 15. Juli 1572     | 31. Juli 1572          | 1. August 1572   | Sohn von Karl II. und Maria Anna                                                      |
| Karl                 | 17. Juli 1579     | 7. (oder 17.) Mai 1580 | 10. Juli 1580    | Sohn von Karl II. und Maria Anna                                                      |
| Elisabeth            | 13. März 1577     | 29. Jänner 1586        | ??               | Tochter von Karl II. und Maria Anna                                                   |
| Karl II.             | 3. Juni 1540      | 10. Juli 1590          | 31. Oktober 1590 | Erzherzog von Österreich                                                              |
| Katharina Renata     | 4. Jänner 1576    | 29. Juni 1595          | 29. Juni 1595    | Tochter von Karl II. und Maria Anna                                                   |
| Gregoria Maximiliane | 1581              | 1597                   | ??               | Tochter von Karl II. und Maria Anna                                                   |
| Maximilian Ernst     | 17. November 1583 | 18. Februar 1616       | ??               | Sohn von Karl II. und Maria Anna                                                      |
| Christine            | 1601              | 1601                   | ??               | Tochter von Ferdinand II.                                                             |
| Karl                 | 25. Mai 1603      | 25. Mai 1603           | 25. Mai 1604     | Sohn von Ferdinand II. (eine halbe Stunde alt) hier beigesetzt 1 Jahr nach seinem Tod |

### Südturm-Kapelle

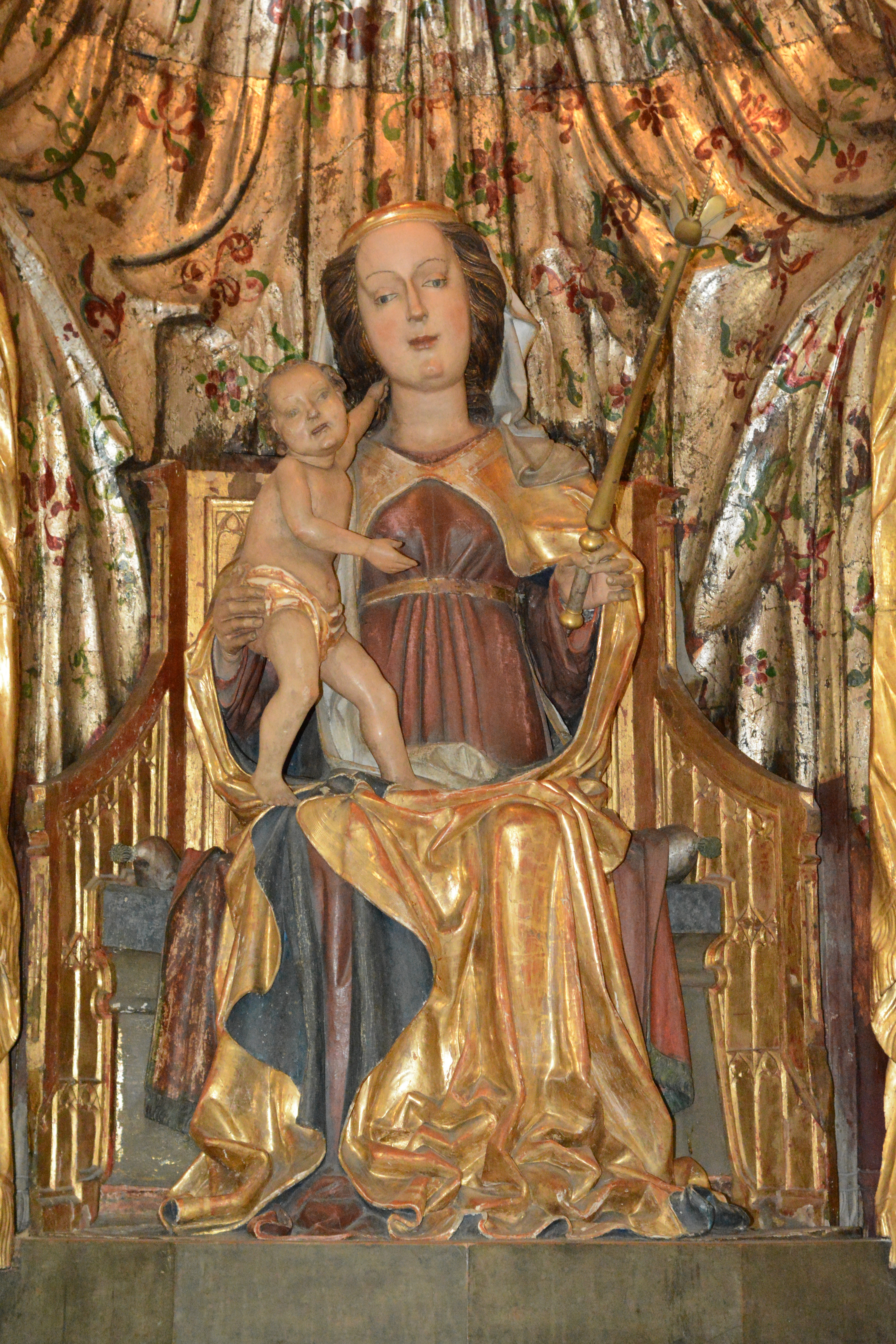
Südturm-Kapelle, Mariä-Opferungsaltar, Muttergottes mit Kind (1488)

Die Südturm-Kapelle ist im südlichen Fassadenturm eingerichtet. Sie hat ein Kreuzgratgewölbe und enthält seit 1950 die nicht kriegsbeschädigten Teile des Mariä-Opferungsaltars, der ursprünglich im Mittelschiff der Basilika stand. Daneben steht eine Steinmensa mit Maßwerk, Marienmonogramm und Spruchbändern vom Steinmetz Markus Male, datiert „1486“. Auf der Mensa steht eine überlebensgroße Holzstatue der auf einem Thron sitzenden Muttergottes mit Kind, die an der Rückseite mit „1488“ datiert ist. Der geschnitzte, barocke Baldachin stammt aus der 1. Hälfte des 18. Jahrhunderts.

## Orgel
Im Jahr 1500 stellte Orgelbaumeister Hans Prunner aus Sankt Veit an der Triesting eine große Orgel mit zwei Manualen und Pedal fertig. Sie glich mit ihren bemalten Flügeltüren einem gotischen Flügelaltar. Das Prospekt des Hauptwerks war in sieben, der des Rückpositivs in drei Felder gegliedert. Im 16., 17. und 18. Jahrhundert erfolgten verschiedene Umbauten und Dispositionsänderungen. Im Barock wurden die bekrönenden Kielbögen und Fialen durch üppiges Akanthus-Schleierwerk ersetzt, im Jahr 1778 wurde das Rückpositiv durch Franz Xaver Schwarz komplett erneuert. In dieser Form blieb die Orgel mit 19 Registern bis zu ihrem Abbruch im Jahr 1886 erhalten. Das spektakuläre Gehäuse wurde im 19. Jahrhundert von dem englischen Orgelbauer und Zeichner Arthur Georg Hill graphisch dokumentiert, das Gehäuse des Hauptwerks ist im Universalmuseum Joanneum eingelagert und so erhalten geblieben, es harrt auf seine Wiederaufstellung. Noch im Jahr des Turmeinsturzes errichtete Martin Schlimbach eine erste Chororgel mit 24 Registern in der Südapside. Sie wurde 1897 in veränderter Form auf die Südempore umgestellt und 1998 abgetragen. Matthäus Mauracher baute 1902 eine zweite Chororgel mit 18 Registern und schuf 1907 eine zweimanualige Hauptorgel auf der Westempore. Ein geplanter Orgelneubau durch Rieger Orgelbau mit 76 Registern auf fünf Manualen wurde aufgrund des Zweiten Weltkriegs nicht ausgeführt. Da die meisten Register der beiden Orgeln 1938 zur Überarbeitung nach Jägerndorf geschickt worden waren, waren die Instrumente nach Kriegsende nur sehr eingeschränkt spielbar. In der 1949 errichteten Chororgel von Dreher und Reinisch fand 1957 bis 1998 der fünfmanualige Spieltisch von Rieger aus dem Jahr 1940 Verwendung. Ihre 22 Register stammten zum großen Teil aus den beiden Orgelruinen.

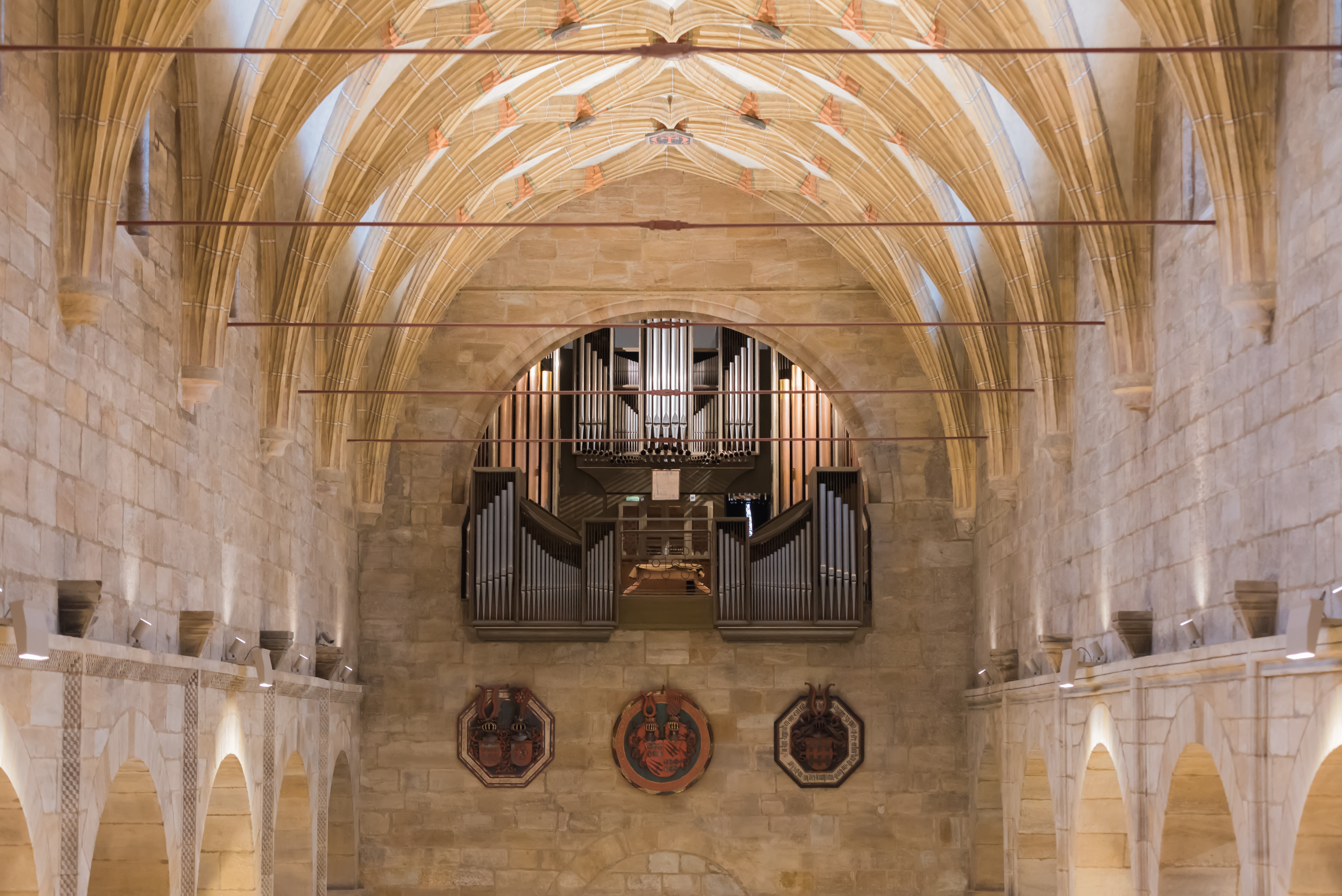
Walcker-Orgel, darunter drei Pranckher Totenschilde (Westwand der Basilika)

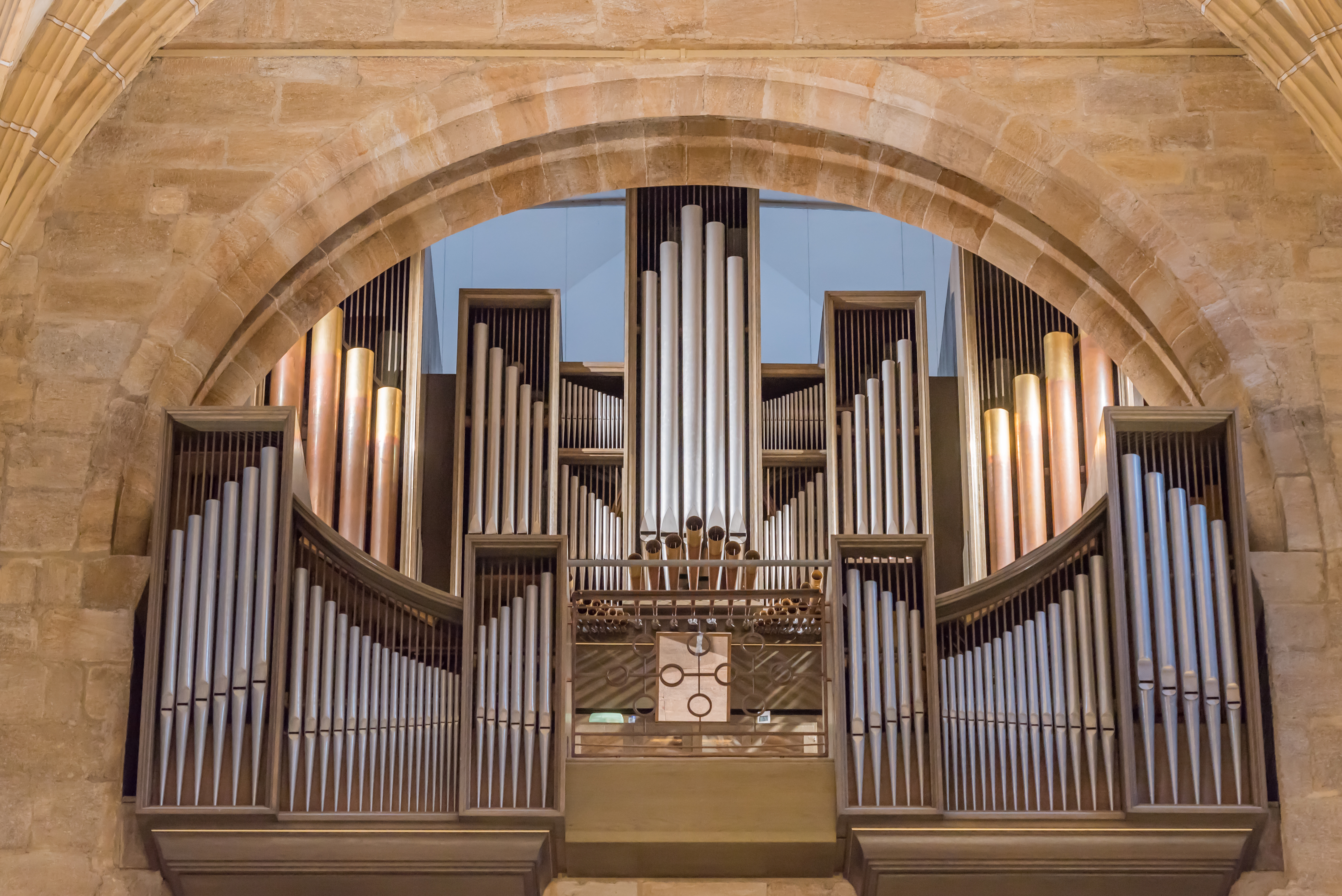
Walcker-Orgel

Seit 1959 besitzt die Stiftskirche eine einzigartige, an das Klangkonzept der norddeutschen Orgellandschaft angelehnte, „neobarocke“ Orgel mit 41 Registern, erbaut von Orgelbau Walcker-Mayer mit der Niederlassung in Guntramsdorf. Entsprechend dem Werkprinzip sind die verschiedenen Teilwerke der Orgel in separaten Gehäusen aufgestellt. Das schlichte Schrankgehäuse ist bei den beiden vorgerückten Werken dreiachsig und beim Hauptwerk fünfachsig. Die rechteckigen Seitentürme sind bei den Manualwerken überhöht und werden bei den beiden Positiven durch ein trapezförmiges Mittelfeld verbunden. Das Evangelienpositiv links vor dem Bogen ist vom I. Manual anspielbar, das Epistelpositiv vorne rechts vom II. Manual. Das Hauptwerk mit Horizontaltrompete über dem Spieltisch wird von zwei freistehenden Pedaltürmen flankiert. In Seckau wurde die erste rein mechanische Schleifladenorgel Österreichs nach 1945 mit drei Manualen gebaut. Sie erlangte unter anderem durch die Durchführung von Orgelwettbewerben und Uraufführungen von Werken György Ligetis nationale und internationale Bekanntheit. Die Seckauer Domorgel wurde zuletzt im Jahre 2003 von der Erbauerfirma restauriert und ist regelmäßig bei den Sonntagsgottesdiensten zu hören.
| I Positiv C–g3 |        |
| Gedackt        | 8′     |
| Quintatön      | 8′     |
| Prästant       | 4′     |
| Rohrflöte      | 4′     |
| Nasard         | 2 ⁄3′  |
| Oktav          | 2′     |
| Terz           | 1 3⁄5′ |
| Sifflöte       | 1′     |
| Scharff V      | 1′     |
| Krummhorn      | 8′     |

| II Schwellwerk C–g3 |       |
| Coppelflöte         | 8′    |
| Prästant            | 4′    |
| Spitzflöte          | 4′    |
| Schwiegel           | 2′    |
| Quinte              | 1 ⁄3′ |
| Mixtur V            | 2′    |
| Terzcymbel III      | 1⁄2′  |
| Rankett             | 16′   |
| Rohrschalmei        | 8′    |

| III Hauptwerk C–g3 |       |
| Quintatön          | 16′   |
| Principal          | 8′    |
| Rohrflöte          | 8′    |
| Weidenpfeife       | 8′    |
| Oktav              | 4′    |
| Nachthorn          | 4′    |
| Oktav              | 2′    |
| Blockflöte         | 2′    |
| Mixtur VI          | 1 ⁄3′ |
| Cimbel IV          | 1⁄2′  |
| Fagott             | 16′   |
| Trompete           | 8′    |

| Pedalwerk C–f1 |       |
| Principal      | 16′   |
| Subbaß         | 16′   |
| Oktavbaß       | 8′    |
| Gedacktbaß     | 8′    |
| Oktavbaß       | 4′    |
| Gemshorn       | 4′    |
| Rohrpfeife     | 2′    |
| Mixtur V       | 2 ⁄3′ |
| Posaune        | 16′   |
| Trompete       | 4′    |

## Glocken

### Geschichte

#### Datenübersicht ehemaliger Glocken
| Nr. | Name             | Gussjahr | Gießer                  | Ø (mm) | Gewicht (kg) | Nominal | Inschrift Original (Übersetzung) |
| --- | ---------------- | -------- | ----------------------- | ------ | ------------ | ------- | --- |
| 1   | Paulus           | 1723     | Franz Weier             | 1410   | 1700         | d1      | „Dum audis hanc campanam tundi, Pro Paulo praeside fac preces fundi.“ („Wenn du hörst diese Glocke schlagen, für Paulus, den Propst, sollst Gebete sagen.“) „Zu Gottes Ehr bin ich gefloss’n – Franz Weier in Graz hat mich goss‘n 1723.“ |
| 2   | Herz Jesu        | 1924     | Johann Graßmayer        | ?      | 1350         | es1     | „Sanctissimo et amantissimo Cordi Jesu parochia grata Seccoviensis post belli tristes vicissitudines denuo d. d. anno Domini 1924.“ |
| 3   | Herz Jesu        | 1894     | Glockengießerei Perner  | 1300   | 1290         | es1     | „+ Sanctissimo et amantissimo Cordi JESU parochia grata Seccoviensis d. d. + S. P. Benedicte o. p. n. anno Domini 1894.“ |
| 4   | Johannes Baptist | 1932     | Johann Graßmayer        | ?      | 1000         | f1      | „Vox clamantis in deserto, parate viam Domini. Barbara Lang, Virgo quondam missionaria me fieri fecit.“ |
| 5   | St. Ildephons    | 1906     | Bartholomäus Chiappiani | ?      | 452          | a1      | |
| 6   | Kinder           | 1932     | Johann Graßmayer        | ?      | 400          | b1      | „Sinite parvulos venire ad me.“ („Lasst die Kinder zu mir kommen.“) |
| 7   | Augustinus       | 1443     | Hans Mitter             | 815    | 350          | c2      | „o rex glorie Christe, veni nobis cum pace.“ („O König der Herrlichkeit, Christus, komm zu uns mit Frieden.“) „Sancta Maria ora pro nobis.“ („Heilige Maria bitte für uns.“) „m + cccc + xliii.“ („1443“)                                 |
| 8   | St. Joseph       | 1892     | ?                       | ?      | 100          | fis²    | |

### Gegenwärtiges Geläut

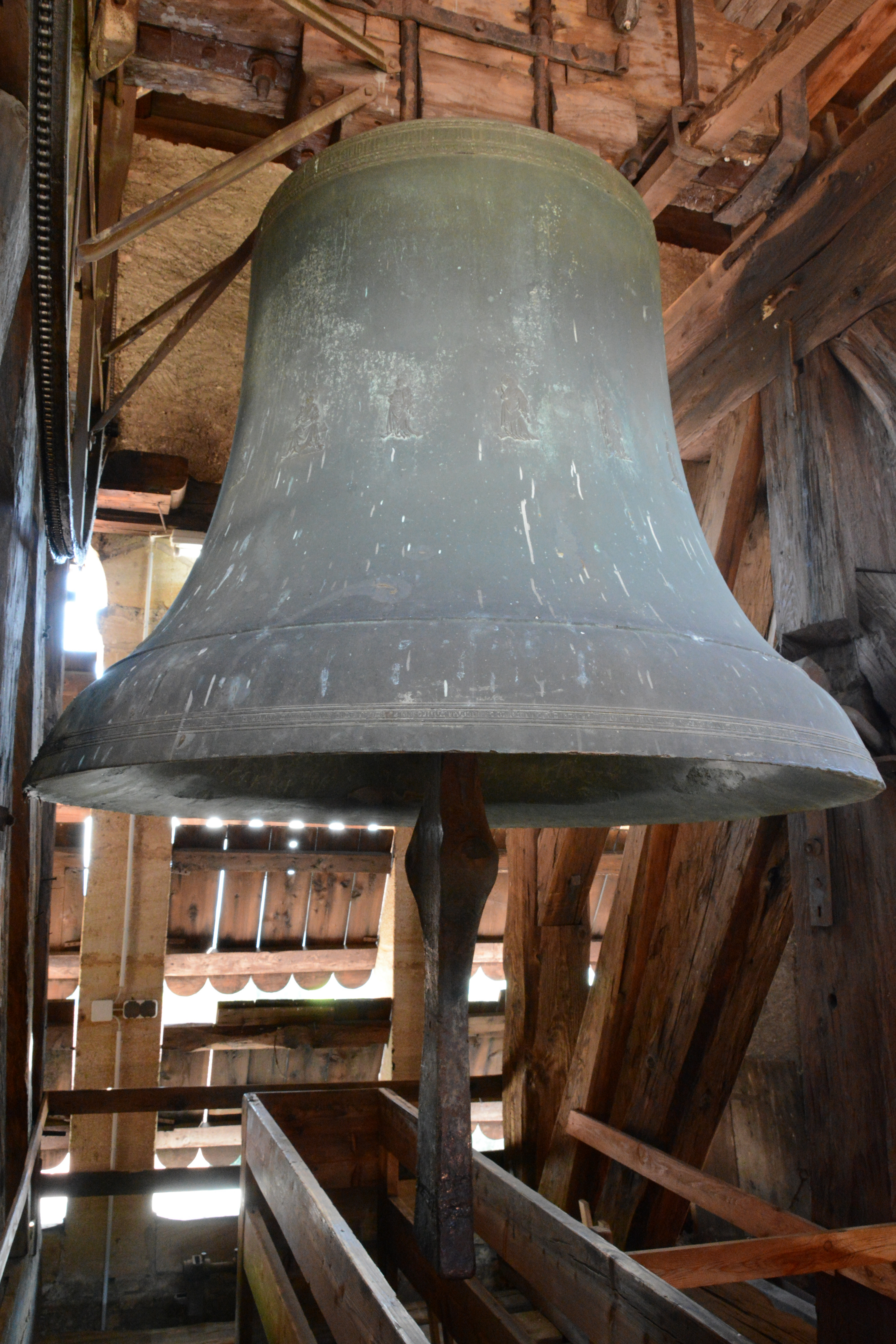
Glocke „Annuntiata“ (1438, Südturm)

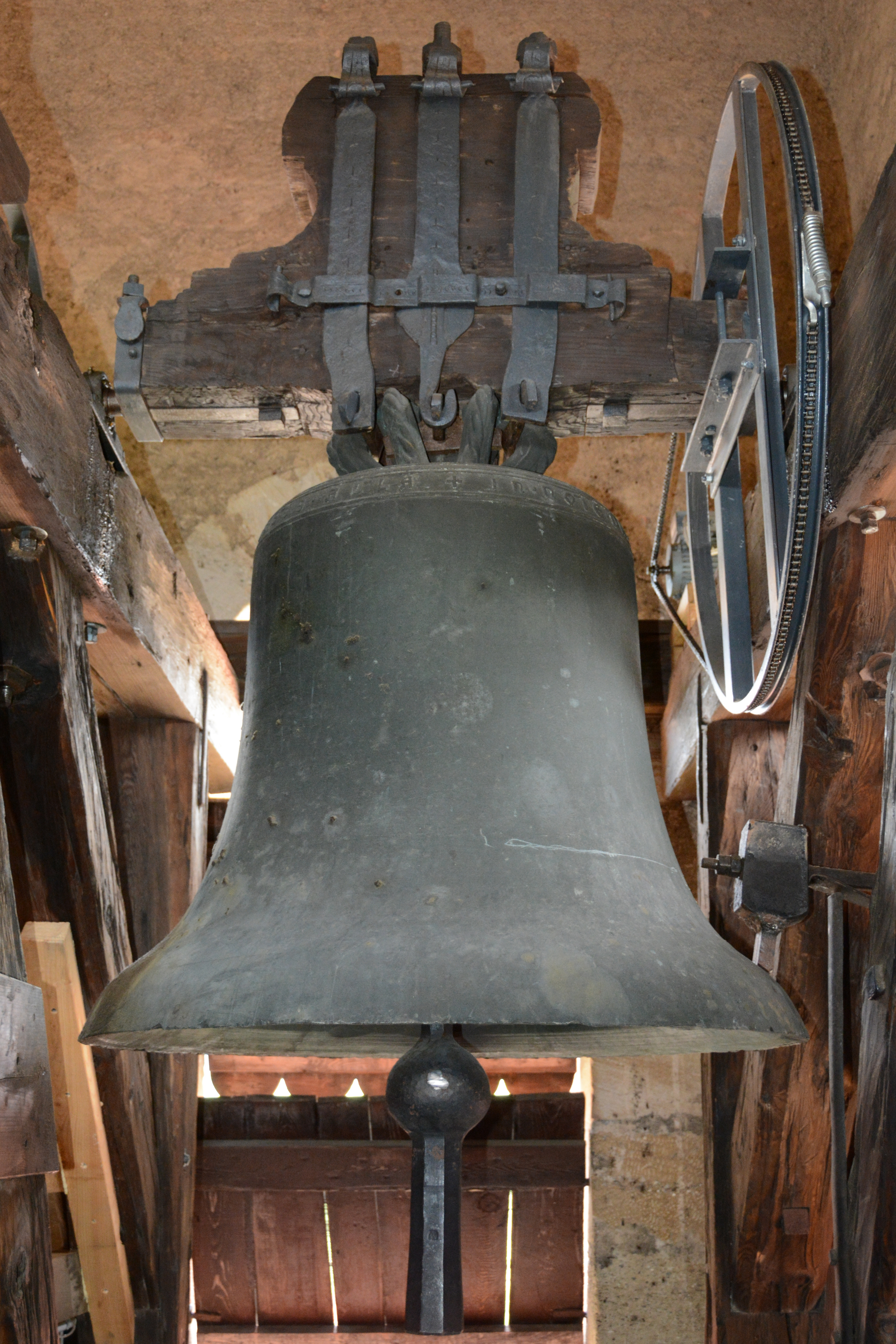
Glocke „St. Jakobus“ (ca. 1260, Nordturm)

Die Basilika besitzt ein sechsstimmiges Geläut mit der Tonfolge c1-d1-e1-g1-a1-c2. Die älteste Glocke trägt den Namen St. Jakobus. Sie stammt aus der Zeit um 1260. Die schwerste Glocke wird Annuntiata genannt und wurde 1438 in Seckau gegossen. Sie wiegt 4560 kg und ist damit die viertgrößte Glocke der Steiermark. Als im Jahr 1886 der Nordturm zusammenbrach, überstand sie ihren Sturz aus mehr als 40 Meter Höhe, ohne Schaden zu nehmen, nur die Glockenkrone brach ab. Die restlichen vier Glocken wurden 1950 erworben.

#### Datenübersicht
| Nr. | Name                    | Gussjahr | Gießer                      | Ø (mm) | Gewicht (kg) | Nominal | Inschrift Original (Übersetzung) |
| --- | ----------------------- | -------- | --------------------------- | ------ | ------------ | ------- | --- |
| 1   | Annuntiata              | 1438     | Hans Mitter                 | 1855   | 4560         | c1      | „o rex glorie veni cum pace“ („Oh König der Herrlichkeit komme mit Frieden“) „maria mater gratie mater misericordie tu nos ab hoste protege in hora mortis suscipe“ („Maria, Mutter der Gnade, Mutter der Barmherzigkeit, schütze Du uns vor dem Feind, nimm uns in der Todesstunde auf“) „an(n)o d(omi)ni m ccccxxxviii jar amen.“ („Im Jahr des Herrn 1438 Amen.“) „MISSVS EST GABRIEL ANGELVS...ET DISCESSIT AB EA“ („Gesandt wurde der Engel Gabriel...und er schied von ihr“) |
| 2   | St. Benedikt            | 1950     | Glockengießerei St. Florian | 1390   | 1640         | d1      | „OPERI DEI NIHIL PRAEPONATUR. ALLELUJA PAX ALLELUJA SANCTO BENEDICTO ABBATI DUCI ET MAGISTRO NOSTRO MONACHI SECCOVIENSES JUBILANTES 547-1947 SECKAU ANNO SANCTO 1950.“ |
| 3   | St. Michael             | 1950     | Glockengießerei St. Florian | 1240   | 1210         | e1      | „SIGNIFER SANCTE MICHAEL DEFENDE POPULUM TUUM IN PROELIO. AMEN. PRO PATRIA MORTUIS. SECKAU ANNO SANCTO 1950“ („Bannerträger heiliger Michael verteidige Dein Volk im Kampf. Amen. Den für das Vaterland Gefallenen. Seckau im heiligen Jahr 1950“) |
| 4   | St. Jakobus             | ca. 1260 | unbekannt                   | 1100   | ca. 700      | g1      | „+ .AYOS.AYOS.AYOS.SC-S.SC-S.SC-S.AL-LA + IN NO-IE.DN-I.NR.I. IH-V +.“ |
| 5   | St. Johannes der Täufer | 1950     | Glockengießerei St. Florian | 930    | 494          | a1      | „S. JOANNES BAPTISTA PARA DOMINO PLEBEM PERFECTAM. AMEN. SECKAU ANNO SANCTO 1950.“ („Heiliger Johannes der Täufer mach das Volk für den Herrn bereit. Amen. Seckau im heiligen Jahr 1950.“) |
| 6   | St. Augustin            | 1950     | Glockengießerei St. Florian | 780    | 305          | c2      | „FAC NOS SEMPER CANTANDO DEUM AMARE, AUGUSTINE. SECKAU ANNO SANCTO 1950.“ |

## Angebaute Kapellen

### Chorkapelle

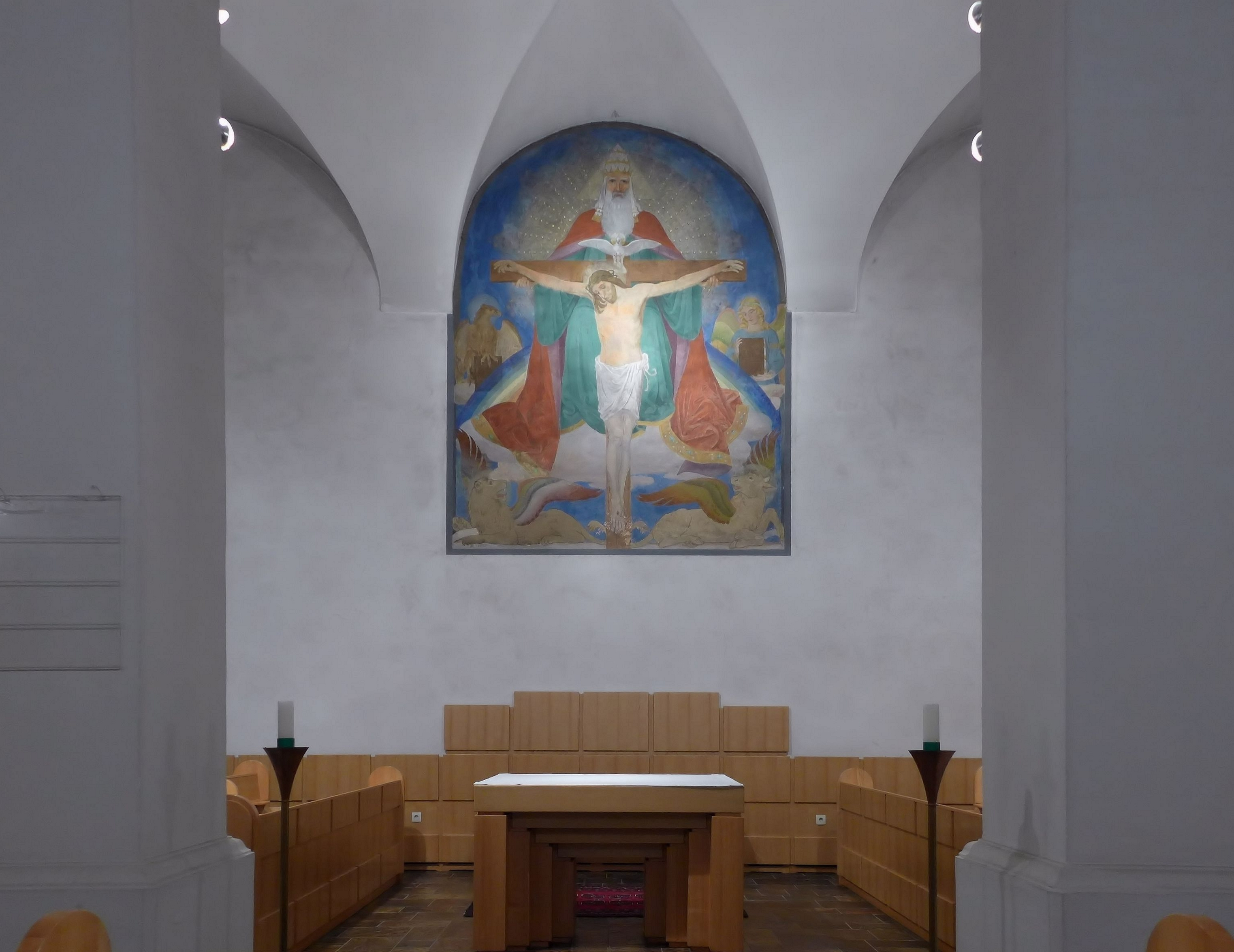
Chorkapelle mit Gnadenstuhl

Die ehemalige Lourdeskapelle, heute Chorkapelle, ist Teil des Huldigungssaaltrakts des Klosters. Sie hat ein Kreuzgratgewölbe, das auf zwei Rechteckpfeilern ruht. Die Wandmalerei zeigt den Gnadenstuhl (1908) von Martin Matousch. Zur Ausstattung der Chorkapelle zählen der aus Holz gefertigte Altar und das Chorgestühl aus dem ausgehenden 20. Jahrhunderts, hergestellt in der hauseigenen Tischlerei.

### Engelkapelle

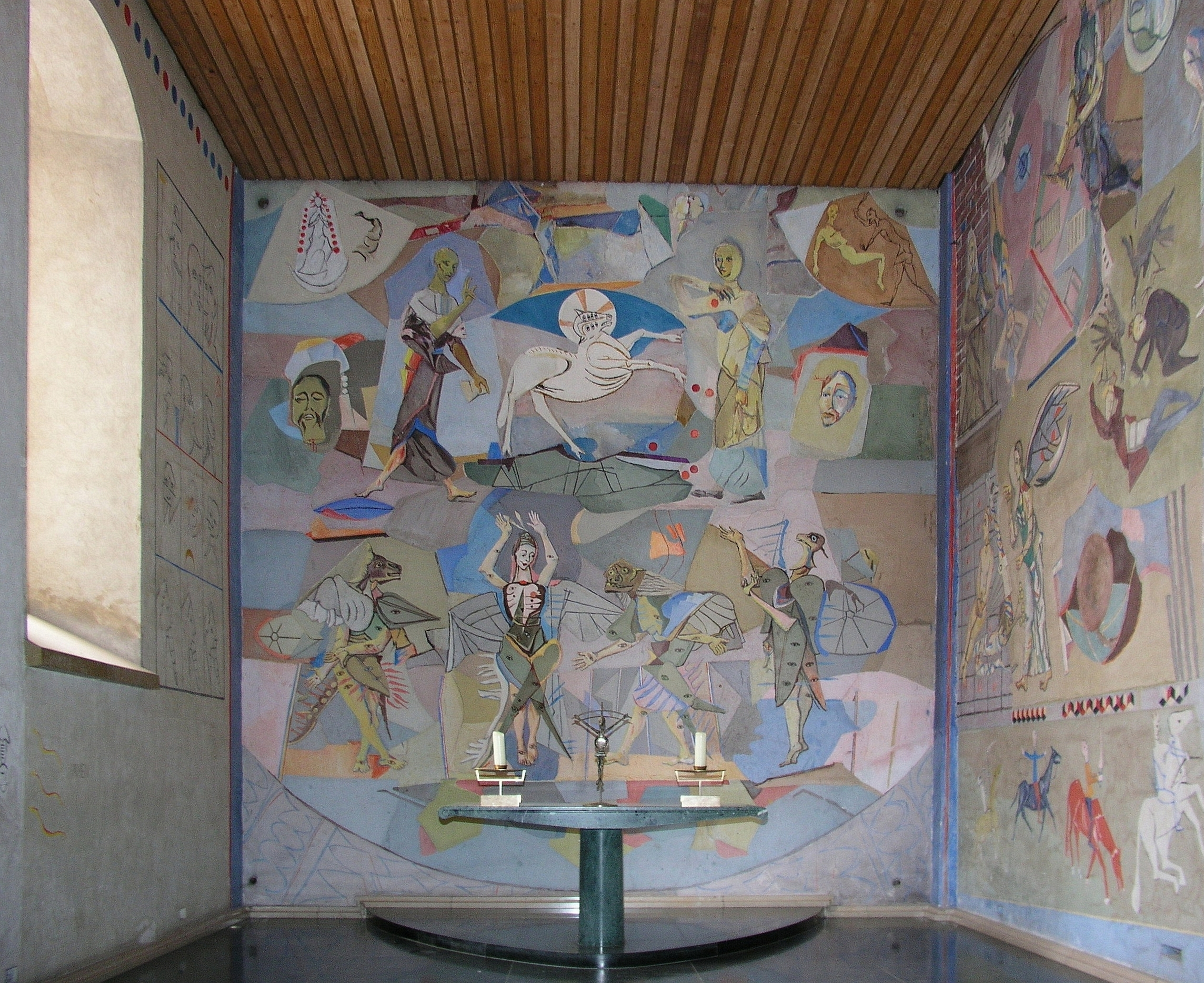
Engelkapelle, Fresko „Seckauer Apokalypse“ von Herbert Boeckl, 1952–1960: Altarwand (Nordwand)

Die ehemalige Kreuzkapelle, heute Engelkapelle, entstand erst nach dem Seckauer Turmsturz, bei dem ein Teil der Klosteranlage zerstört wurde. Der 1893 im ehemaligen Innenhof errichtete Saalraum beherbergt den Fresken-Zyklus der „Seckauer Apokalypse“. Von 1952 bis 1960 vom Künstler Herbert Boeckl geschaffen, zählt die Szene aus der Offenbarung des Johannes zu den bedeutendsten Werken sakraler Kunst in Österreich nach 1945. Der Freskenzyklus gilt als der umfangreichste innerhalb der Monumentalmalerei der Moderne. Die übrige Einrichtung (Altartisch, Kreuz, Leuchter, Tür) wurde ebenfalls nach Entwürfen Boeckls gefertigt.
Der Künstler begann die Arbeiten an der Seckauer Apokalypse (1952/53) in der Engelkapelle mit der Gestaltung der nördlichen Altarwand. 1954 setzte Boeckl die Arbeit an der Ostwand fort; diese wurde nach zahlreichen Veränderungen erst 1958 vollendet. Boeckls malerisches Hauptwerk wurde 1960, nach acht Jahren Arbeit, mit der Freskierung der Westwand fertiggestellt. Zwei Jahre nach Abschluss der Arbeiten am Fresko kam es zur endgültigen Fertigstellung der Engelkapelle mitsamt Tor und Interieur.
Boeckl interpretiert die Offenbarung des Johannes sehr eigenständig. Das zentrale Thema bleiben jedoch Schuld und Sühne. Im Zentrum der Altarwand ist das Lamm zu sehen. Als springendes Lamm symbolisiert es den Sieg des Glaubens und die Hoffnung auf Auferstehung. Umgeben wird es von Engeln und den vier apokalyptischen Wesen. Die Schuld wird in kleinen Darstellungen thematisiert (Kain und Abel, das Haupt des Täufers, Schweißtuch der Veronika). Die Ostwand thematisiert den Weltuntergang. Als Zentrum ist die weiße Frau (der Glaube, die Kirche, Maria) zu sehen, die zwar vom Drachen bedroht wird, aber über ihr öffnet sich bereits das Paradies. Das Leid des Menschen wird durch eine Darstellung des Leidens Christi wieder mit der Erlösung in Verbindung gebracht. Die Südwand zeigt das Jüngste Gericht. An der Westwand sind Heilige zu sehen.

#### Bilder-Galerie der Engelkapelle

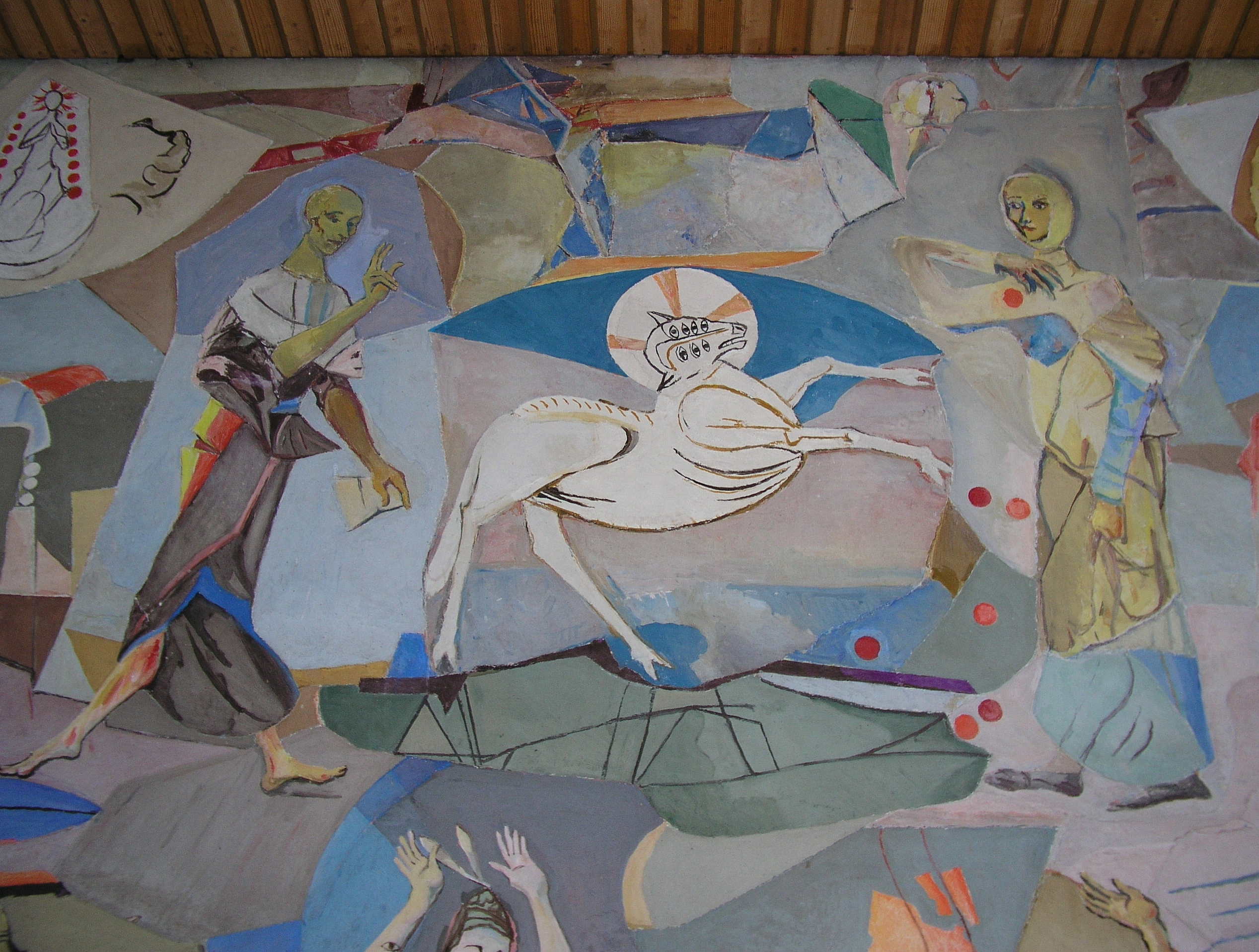
„Das springende Lamm Gottes mit den sieben Augen, umgeben von zwei Engeln“ (Nordwand)
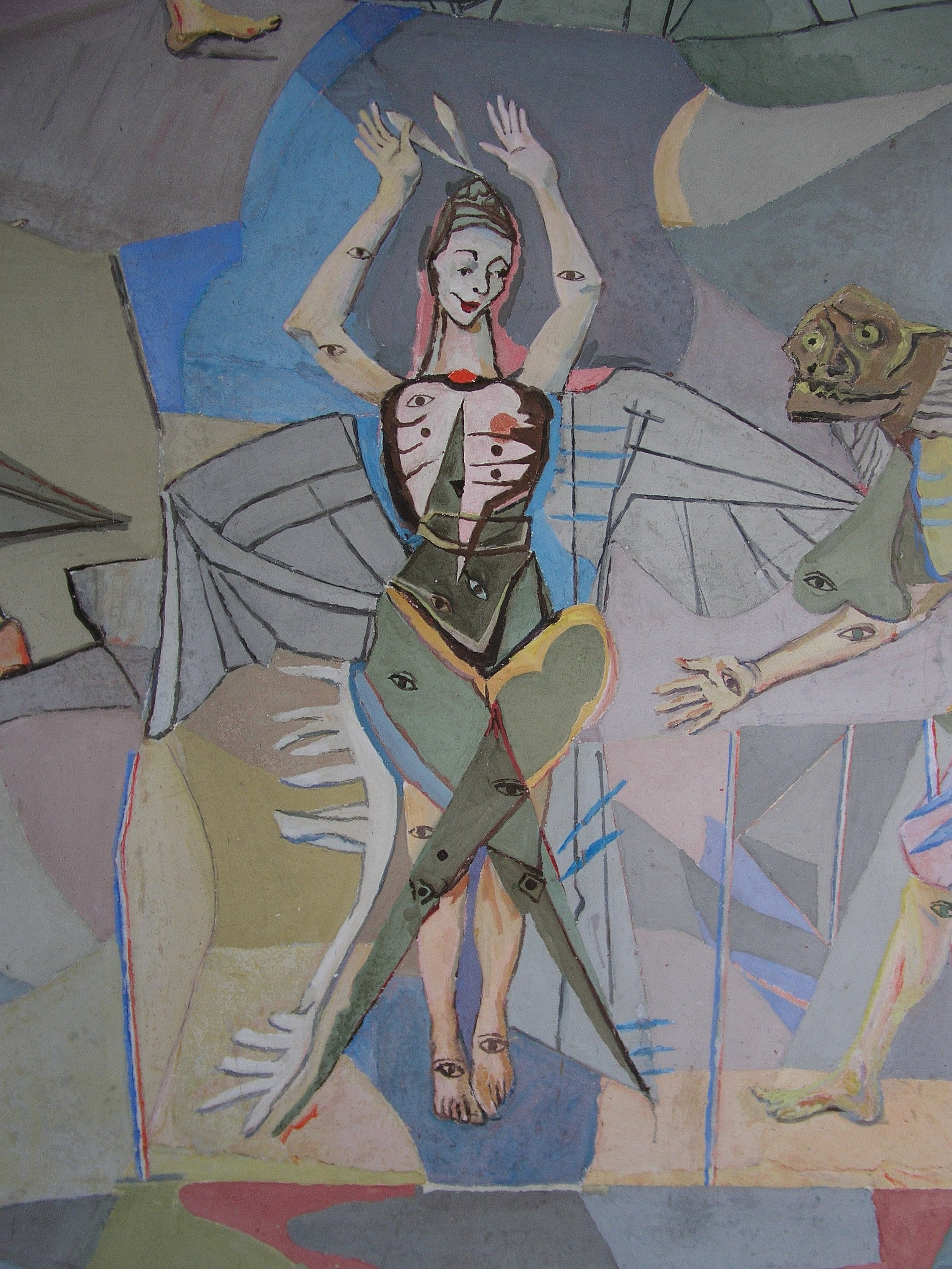
Eines der „vier apokalyptischen Wesen“ (Nordwand)
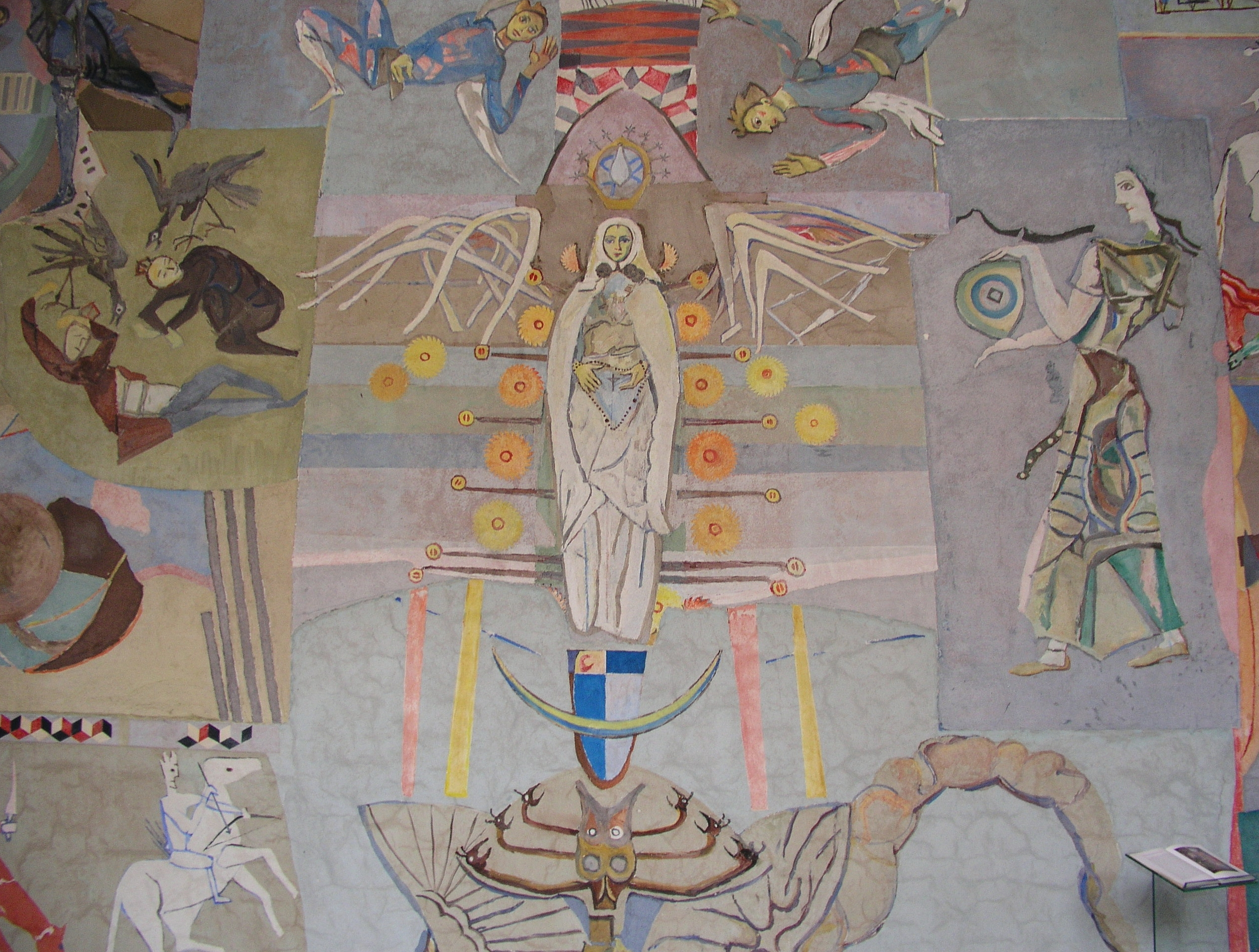
Ausschnitt der Ostwand, im Zentrum Maria, die „apokalyptische Frau“ (Offb 12,1-18 EU)
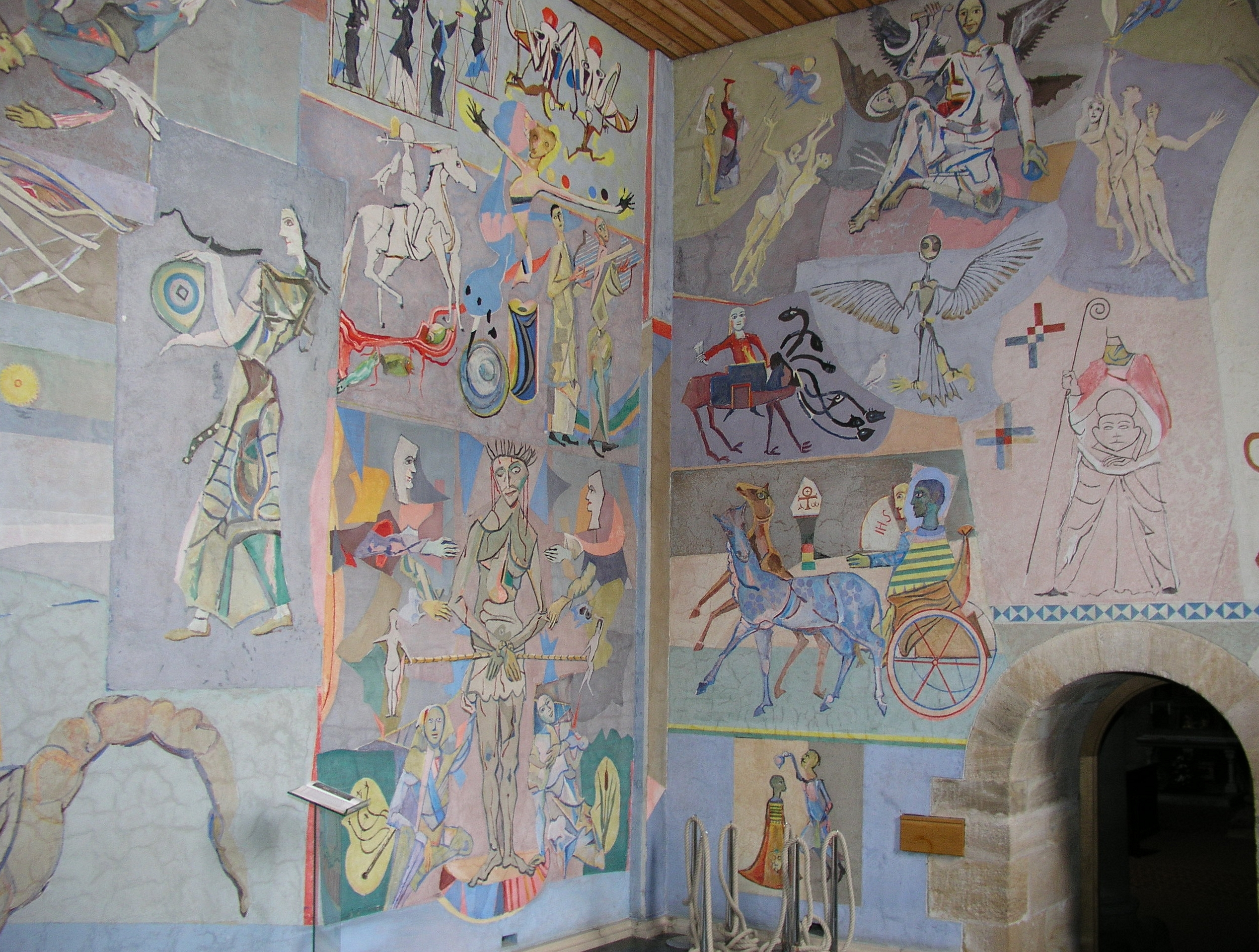
Ausschnitt der Ost- und Südwand
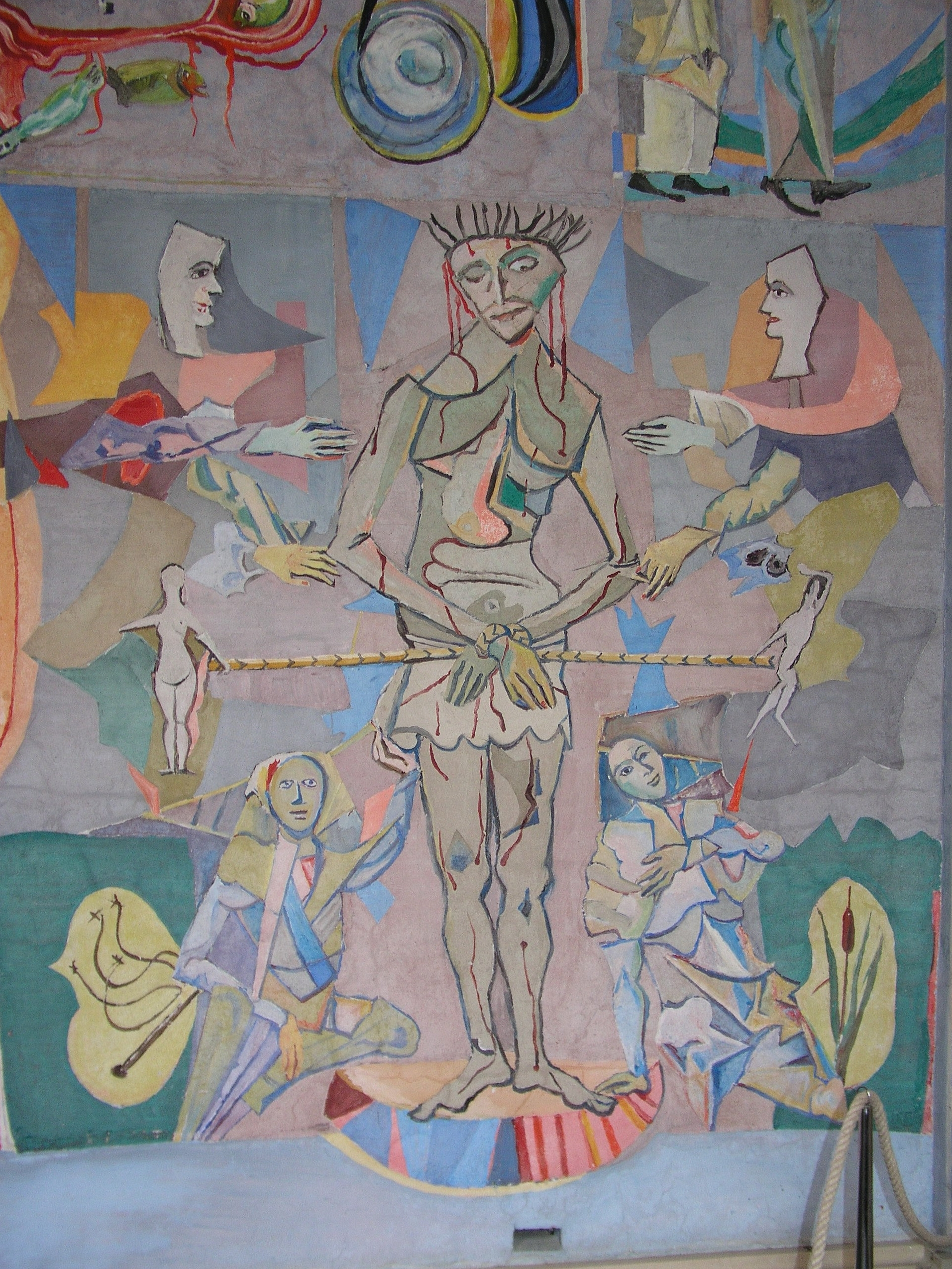
„Schmerzensmann“ (Ostwand)
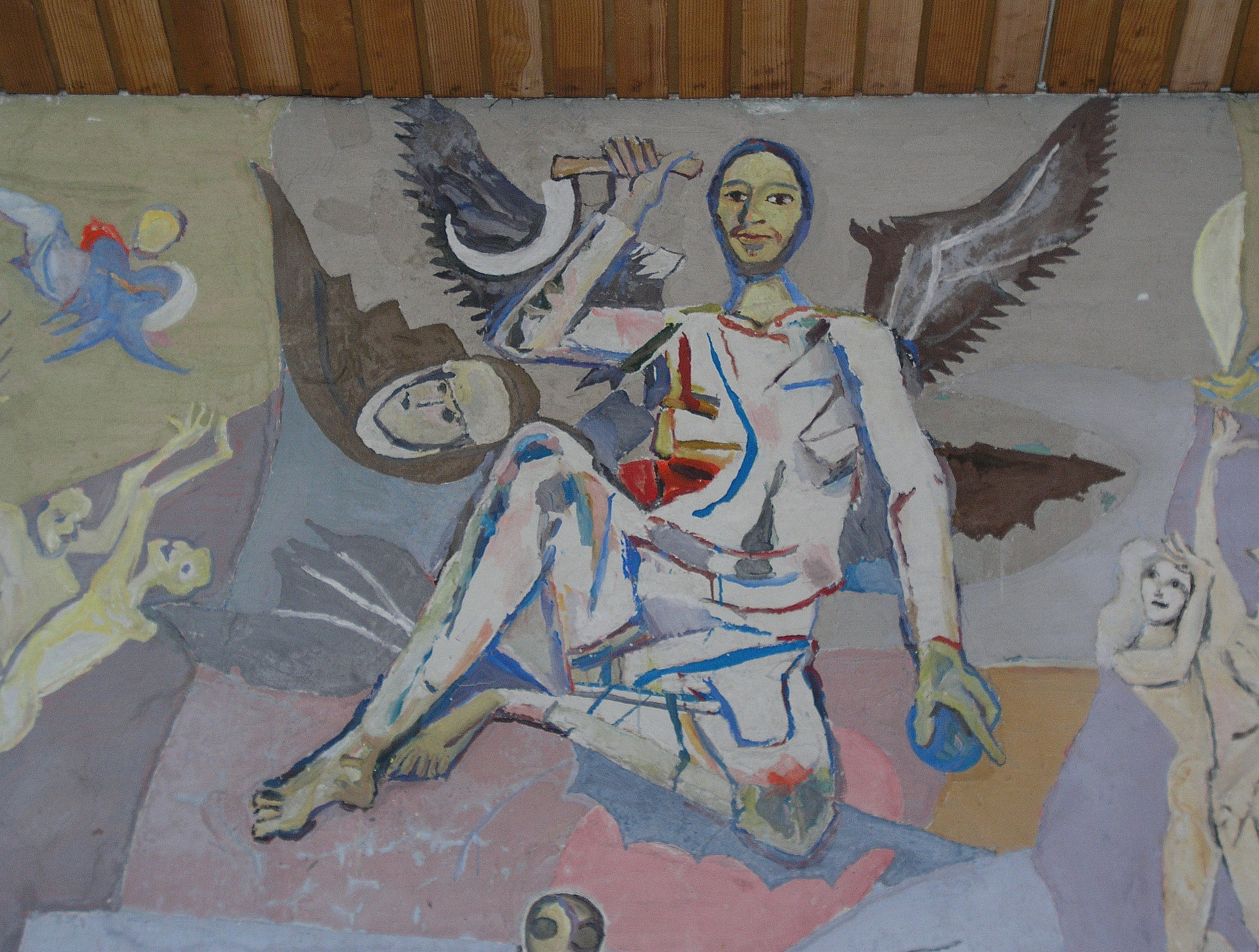
„Weltenrichter“ (Südwand)

### Gnadenkapelle

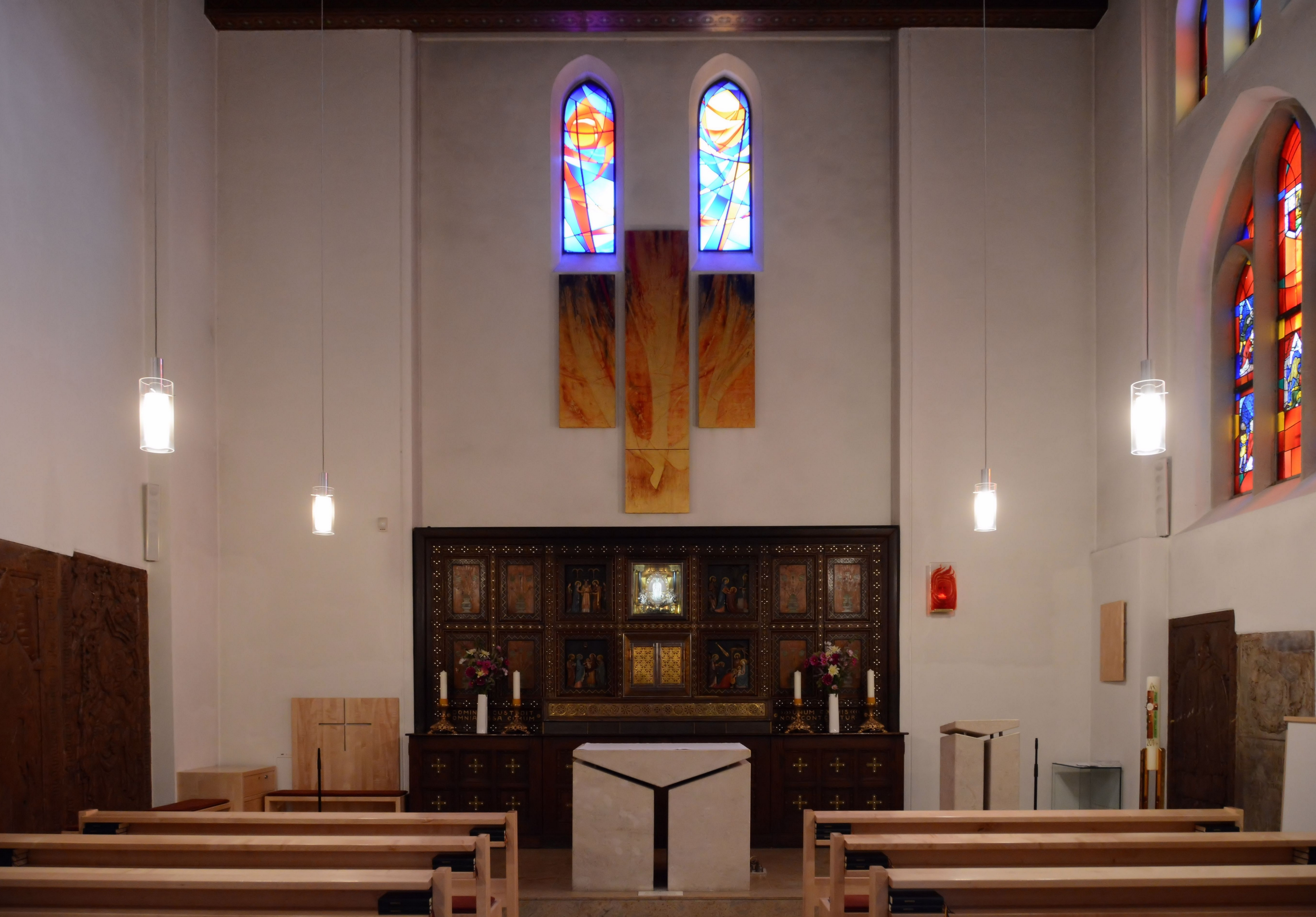
Gnadenkapelle, Neugestaltung 2005

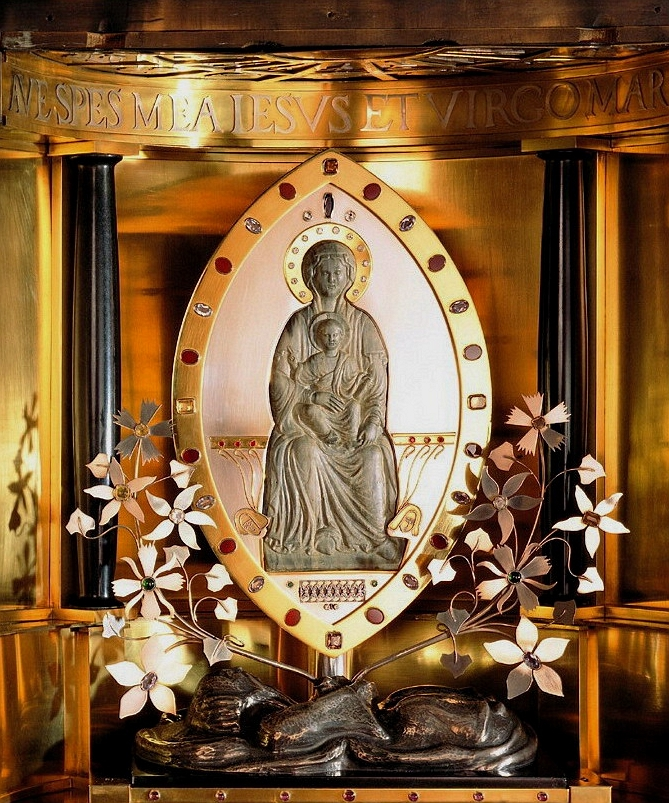
Gnadenbild der Mutter Gottes mit Kind, um 1200

1885 erbaut, besteht die ursprünglich Sakramentskapelle genannte Gnadenkapelle aus einem Raum mit rechteckigem Grundriss und Holzkassettendecke. Das Zentrum der Altarwand im Beuroner Stil bildet das 1953 von Bruder Bernward Schmid (1920–2010) neu gerahmte Gnadenbild (ein kleines Alabasterrelief mit Maria und Kind (Nikopoia), aus Venetien, um 1200). Br. Bernward stellte die kleine Alabasterfigur in einen mandorlaförmigen Rahmen, unter der Figur wächst die Wurzel Jesse. Die Decke ist in Kassetten ausgeführt, sieben Strahlen symbolisieren die sieben Gaben des Heiligen Geistes. Maria scheint in einer Apsis zu sitzen, Säulchen akzentuieren den Raum. Über der Figur findet sich ein lateinisches Spruchband: AVE SPES MEA IESVS ET VIRGO MARIA (wörtlich übersetzt: Sei gegrüßt, Hoffnung mein, Jesus und Jungfrau Maria; bekannt in der Formulierung: Sei gegrüßt, du Hoffnung mein, Jesus und Maria rein.) – das ist der Wahlspruch Propst Dürnbergers, des großen Kunstmäzens der ausgehenden Gotik. Die Metallarbeiten sind versilbert und vergoldet und mit Schmucksteinen verziert.
Das überlebensgroße Kruzifix an der westlichen Kapellenseite ist aus der Mitte des 14. Jahrhunderts. Die Reste der gotischen Glasgemälde im Ostfenster zeigen vier Szenen der Albanuslegende (um 1420) und einen Verkündigungsengel.
2005 wurde die Gnadenkapelle durch den Künstler Adolf Bachler völlig umgestaltet. Dabei gestaltete dieser Glasfenster, Altar, Ambo, Altarbild und Osterkerzenständer. Originale Fenster aus dem 19. Jahrhundert wurden wieder geöffnet, die Wände weitgehend in Weiß gehalten. Die beiden über dem Gnadenbild befindlichen Fenster symbolisieren den Vater (blau-gelb: Das Licht, das im Himmel wohnt.) und den Sohn (rot und blau: Der, der Gott und die Menschen verbindet.). Darunter schwebt der Heilige Geist.
Der Altar aus Aflenzer Sandstein besteht aus drei Steinen – der obere ist wie eine Krippe gestaltet (Geburt), die beiden weiteren Steine erinnern an die ausgestreckten Arme des Herrn am Kreuz (Tod). Das gotische Kreuz und der Altar erinnern an das Kreuzesopfer und somit an das zentrale Thema der Eucharistie-Feier.
In die Seitenwände sind einige Grabsteine mit Relieffiguren eingelassen. Die Tabelle beinhaltet die jeweilige Wand, Namen und Titel der Verstorbenen, das Sterbejahr und Zusätze zu den Grabsteinen.
| Wand   | Name                                | Sterbedatum | Zusatz                       |
| ------ | ----------------------------------- | ----------- | ---------------------------- |
| Westen | Bischof Friedrich von Perneck       | † 1414      | stark beschädigte Ritzfigur  |
| Westen | Bischof Georg Lembucher             | † 1446      |                              |
| Westen | Bischof Georg Agricola              | † 1584      |                              |
| Westen | Propst Johannes Dürnberger          | † 1510      |                              |
| Westen | Propst Andreas Ennsthaler           | † 1480      |                              |
| Osten  | Dekan Georg Hubener                 | † 1609      |                              |
| Osten  | Bischof Johann Markus von Altringen | † 1664      | mit Wappenstein              |
| Süden  | Bischof Rudolf Josef Graf Thun      | † 1702      | mit Wappenstein und Emblemen |

### Bischofskapelle

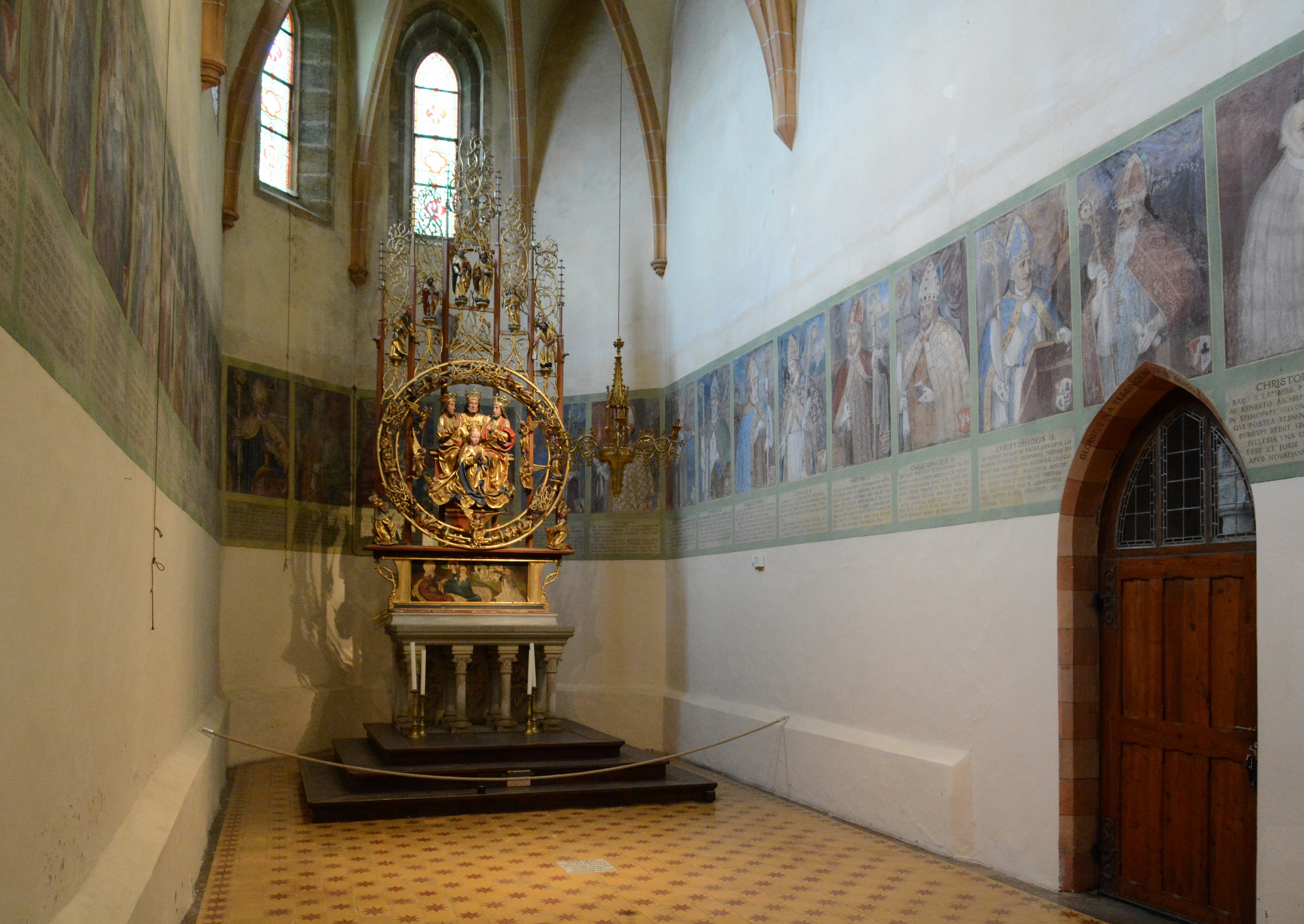
Bischofskapelle

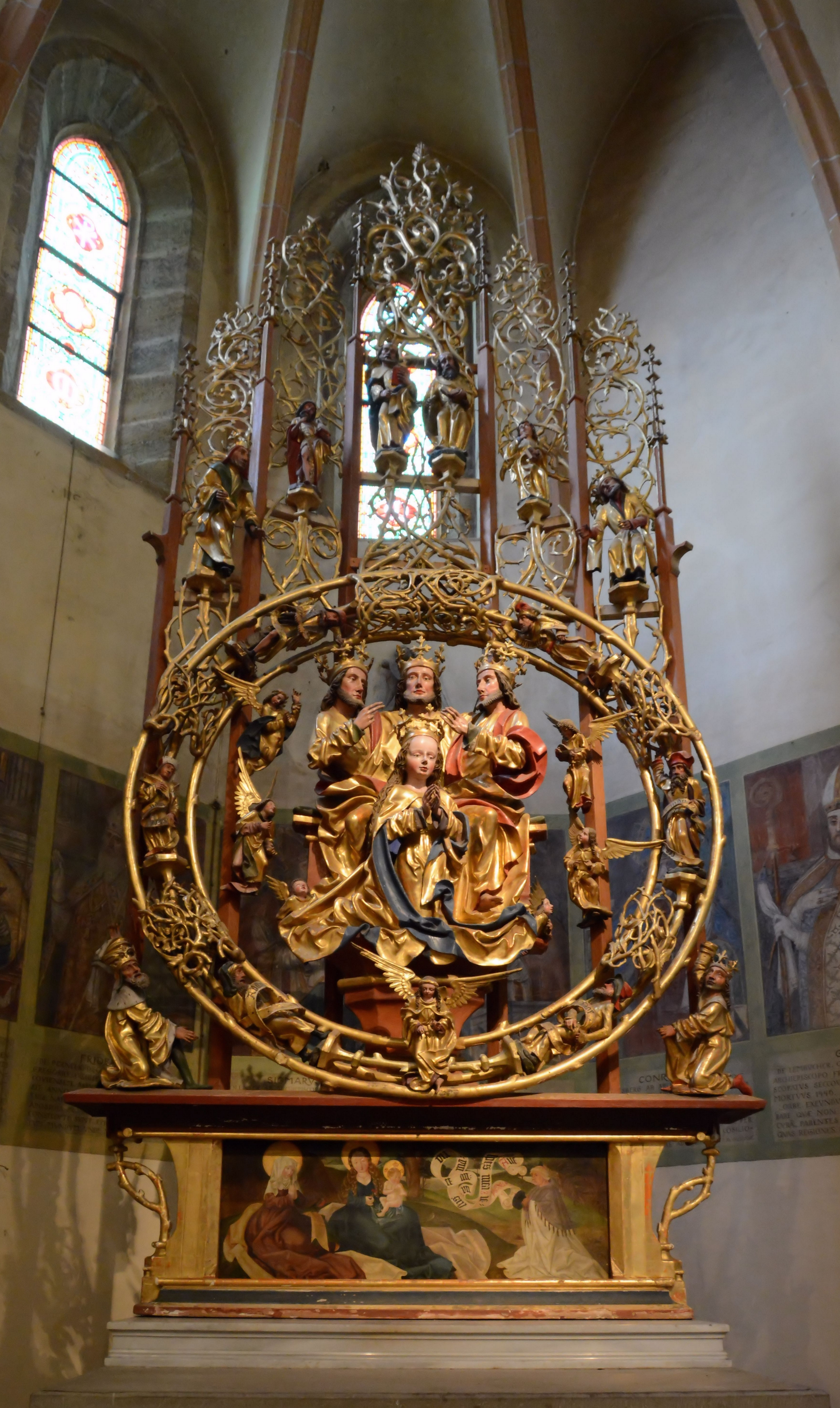
Mariä-Krönungsaltar

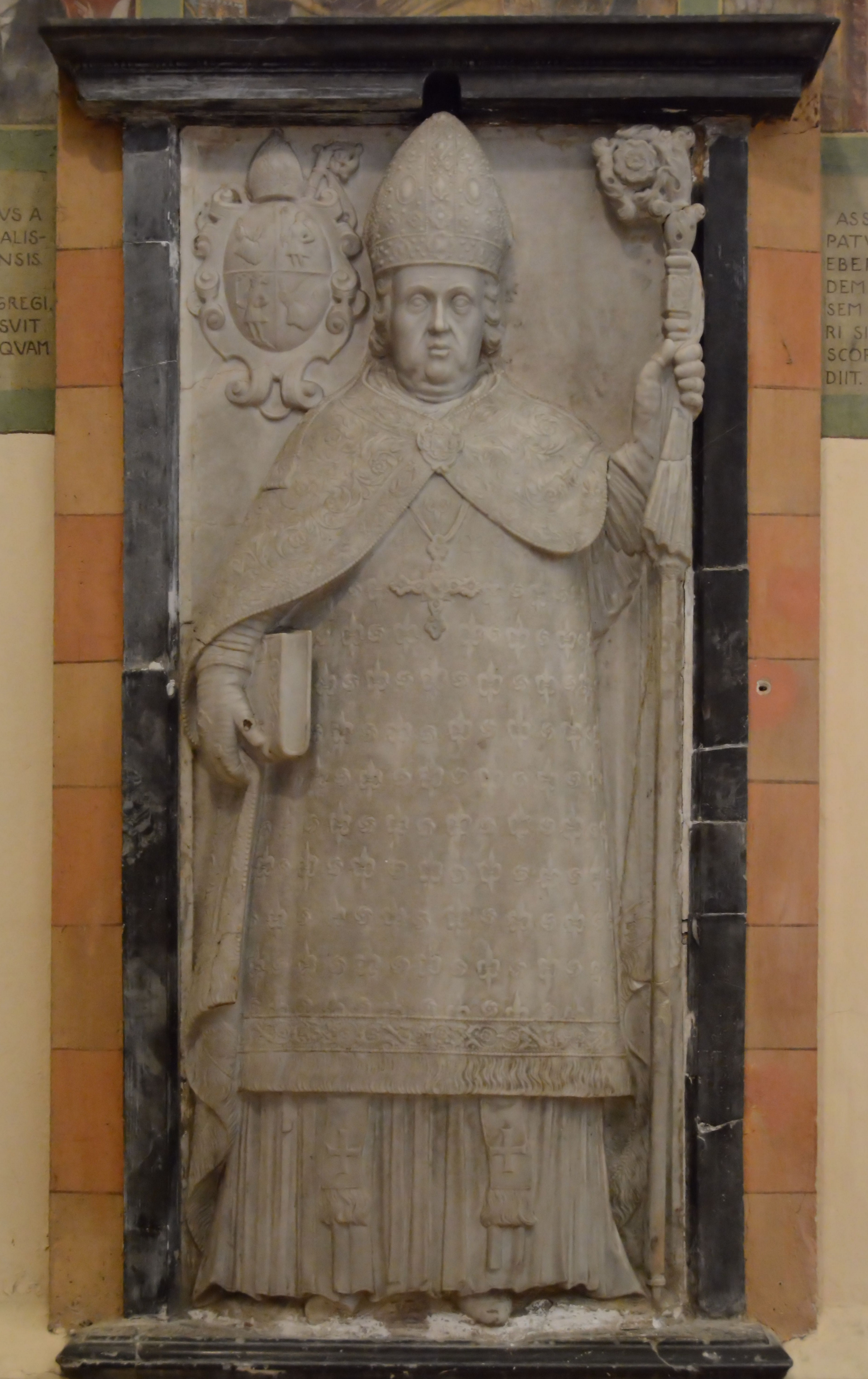
Epitaph für Bischof Martin Brenner

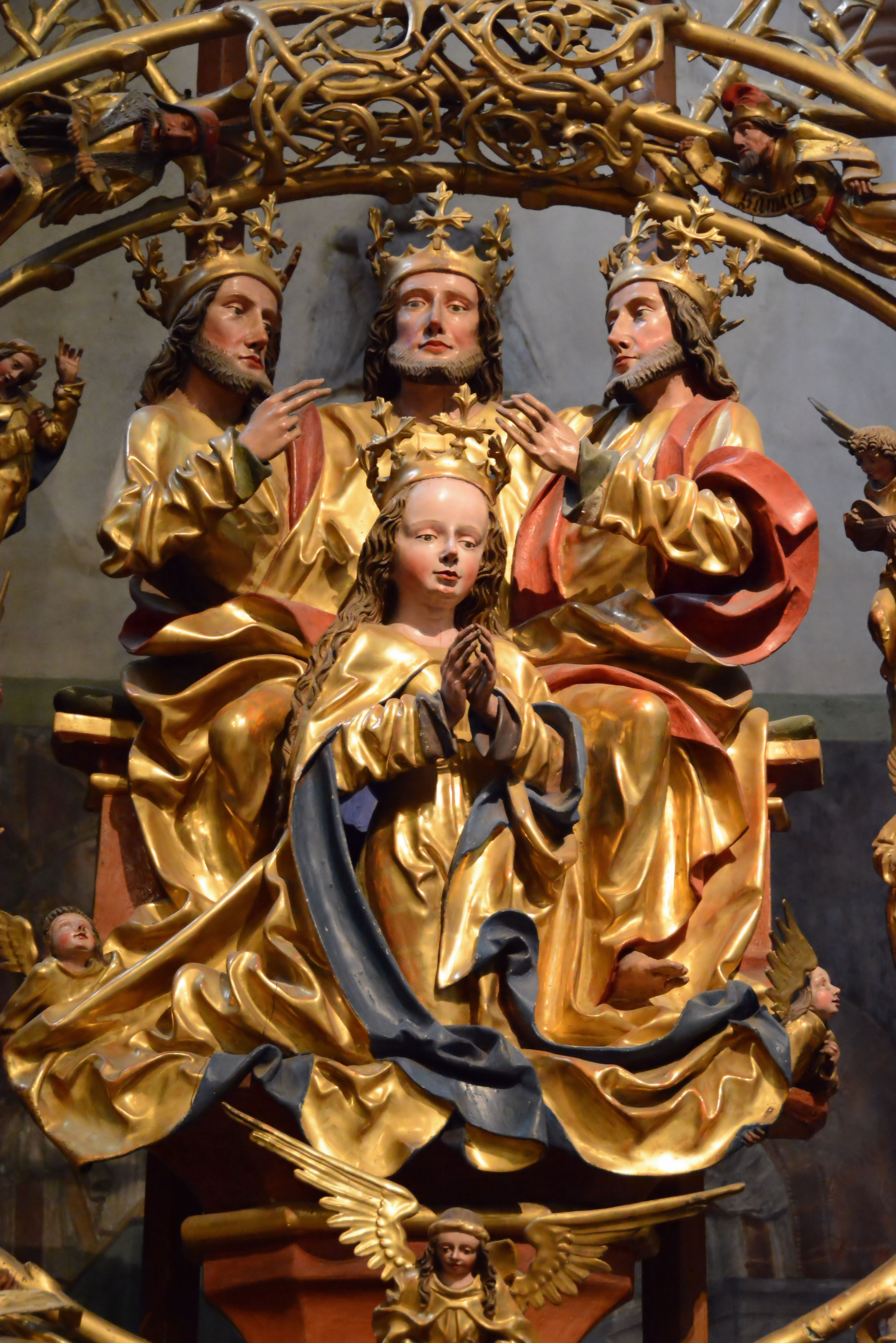
Krönung Mariens mit der später verbotenen Darstellung der Dreifaltigkeit als Figur mit drei Köpfen und zwei Armen (Ausschnitt)

Die Bischofskapelle wurde vor 1181 als ursprünglich zum Chorfrauenstift gehörige, romanische St. Margarethen-Kapelle geweiht. Im 14. Jahrhundert erfolgte ein (frühgotischer) Umbau; um 1424 hieß sie Barbarakapelle. Bischof Martin Brenner bestimmte 1595 die Kapelle zur Grabstätte der Diözesanbischöfe von Seckau. Heute ist sie der einzige erhaltene Bauteil, der den Augustiner-Chorfrauen diente. Die heute in die Kirche führende Türe stammt von einem Umbau im 20. Jahrhundert. Die Kapelle war von der Kirche aus nicht erreichbar – der Zugang war nur vom ehemaligen Frauenstift möglich.
Die Kapelle ist zweijochig mit einem Kreuzrippengewölbe auf Konsolen und runden Schlusssteinen. Die Spitzbogenfenster befinden sich in der Gewölbezone; ihre Scheiben sind aus 1885. Am Chorschluss, wo bis 1950 das romanische Radfenster eingemauert war (heute an der Westwand), ziert ein romanischer Schlussstein (Seraph) aus der 1840 abgebrochenen Ulrich-von-Liechtenstein-Kapelle das Mauerwerk. Die barocken Schmiedeeisengitter von Philipp Gritsch um 1720 stammen ursprünglich vom Kapitelsaal und sind 1890 bei einer Restaurierung hierher versetzt worden. An den Wänden ist eine umlaufende Freskenfolge (um 1595) mit den Halbfigurenporträts der 33 Bischöfe bis Martin Brenner.
Eine Sonderstellung innerhalb der Kunst jener Zeit im österreichisch-süddeutschen Raum nimmt der gotische Marienkrönungsaltar ein. Er war ursprünglich ein Dreifaltigkeitsaltar. Im Jahr 1489 geweiht stand er einst inmitten der Kirche auf dem Hochchor, dem Gebetsort der Chorherren, und seit 1950 in der Bischofskapelle. Das Besondere an dem ganz durchbrochenen Altar ist nicht nur seine Form: weder Schrein noch Flügel sind vorhanden. Ein Doppelreifen umschließt die Darstellung der Krönung Mariä im kreisförmig gestalteten Mittelteil durch die Heilige Dreifaltigkeit, hier eine in der Gotik nicht untypische Darstellung der Dreieinigkeit; dargestellt wird ein Körper mit zwei Armen und Beinen, auf dem drei Köpfe thronen. Die Darstellung der Trinität als eine Figur mit drei Köpfen – oder auch mit einem dreigesichtigen Kopf (tricephalus) – wurde später von der kirchlichen Autorität als mit dem Glauben unvereinbar abgelehnt, so z. B. durch das Verbot der Darstellung des Tricephalus durch Papst Urban VIII. 1628. In den Zwischenräumen des Doppelreifens sind mit Baldachinen bekrönte kleinere Figuren eingestellt, die Glieder des Stammbaumes Christi symbolisieren. Die Predella des Altars, mit einer Darstellung der Anna selbdritt und kniendem Stifter geschmückt, ist an ihrer Rückseite mit 1507 datiert. Der unbekannte Schöpfer des sakralen Kunstwerks ist wahrscheinlich ein der Kunst des Brixener Schnitzers Hans Klocker nahestehender Meister.
Zur weiteren Ausstattung gehören der gotische, um 1439 geschaffene Messingkronleuchter, ein um 1580 geschaffener Balusterfuß mit Blattornament und Propsteiwappen von Alexander de Verda, des Weiteren das aus weißem Marmor bestehende Epitaph für Bischof Martin Brenner, das als Hochrelief in einer Ganzfigur mit Amtstracht gestaltet ist.